# Harckocsi

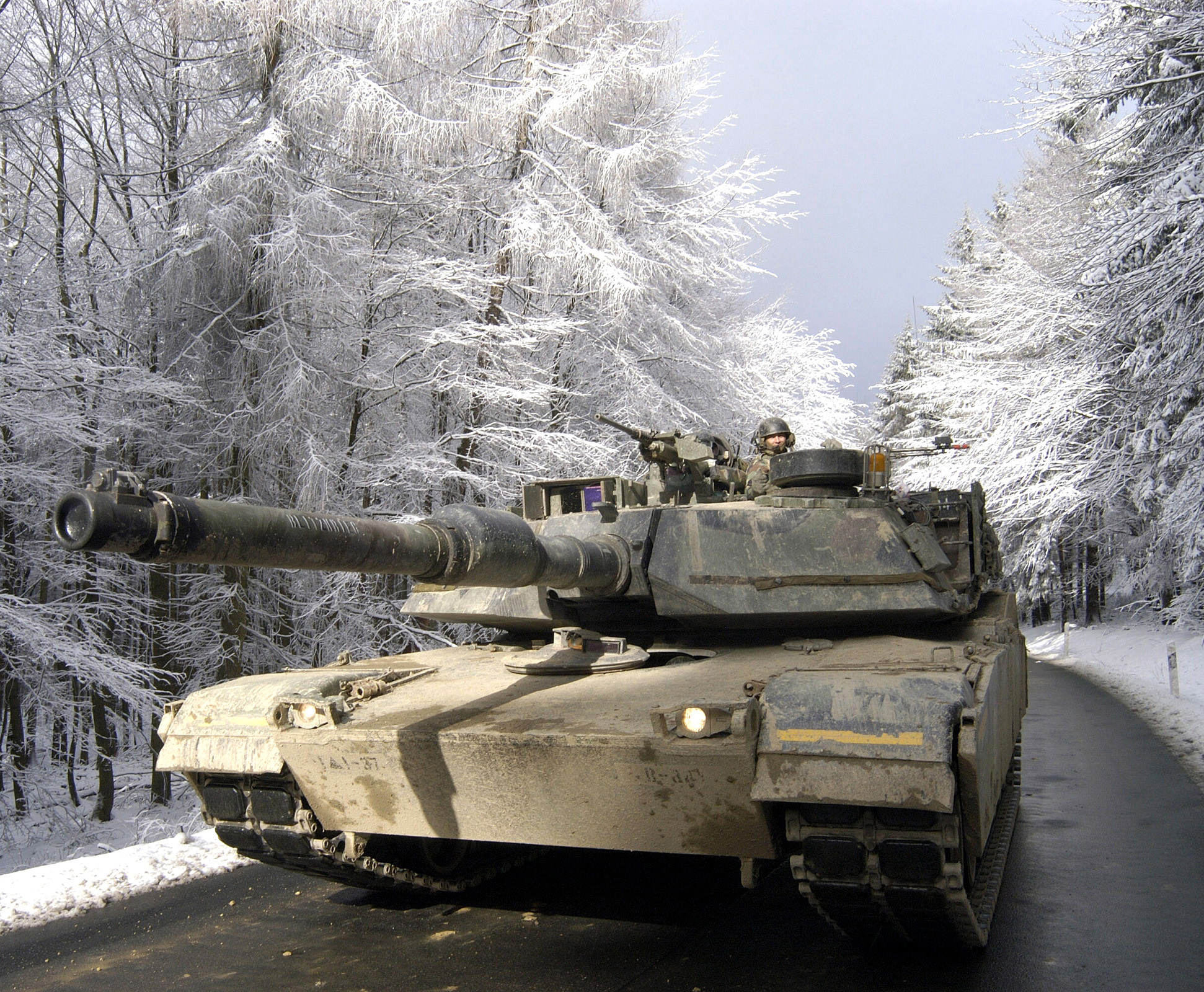
Az amerikai hadsereg M1 Abrams általános harckocsija, 120 mm-es M256 típusú sima csövű lövegével és masszív páncélzatával korunk egyik legsikeresebb harckocsi-konstrukciója

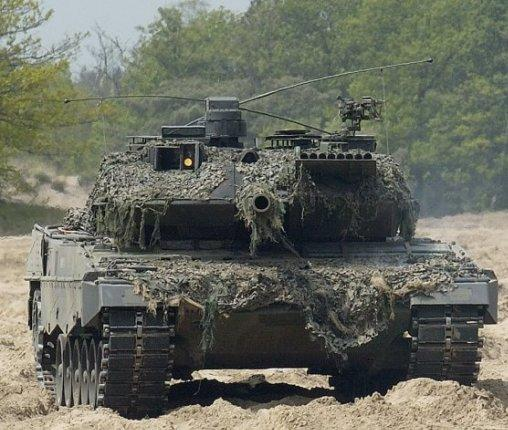
Egy gyengén álcázott holland Leopard 2A6 általános harckocsi. Németországon kívül 15 ország állította hadrendbe

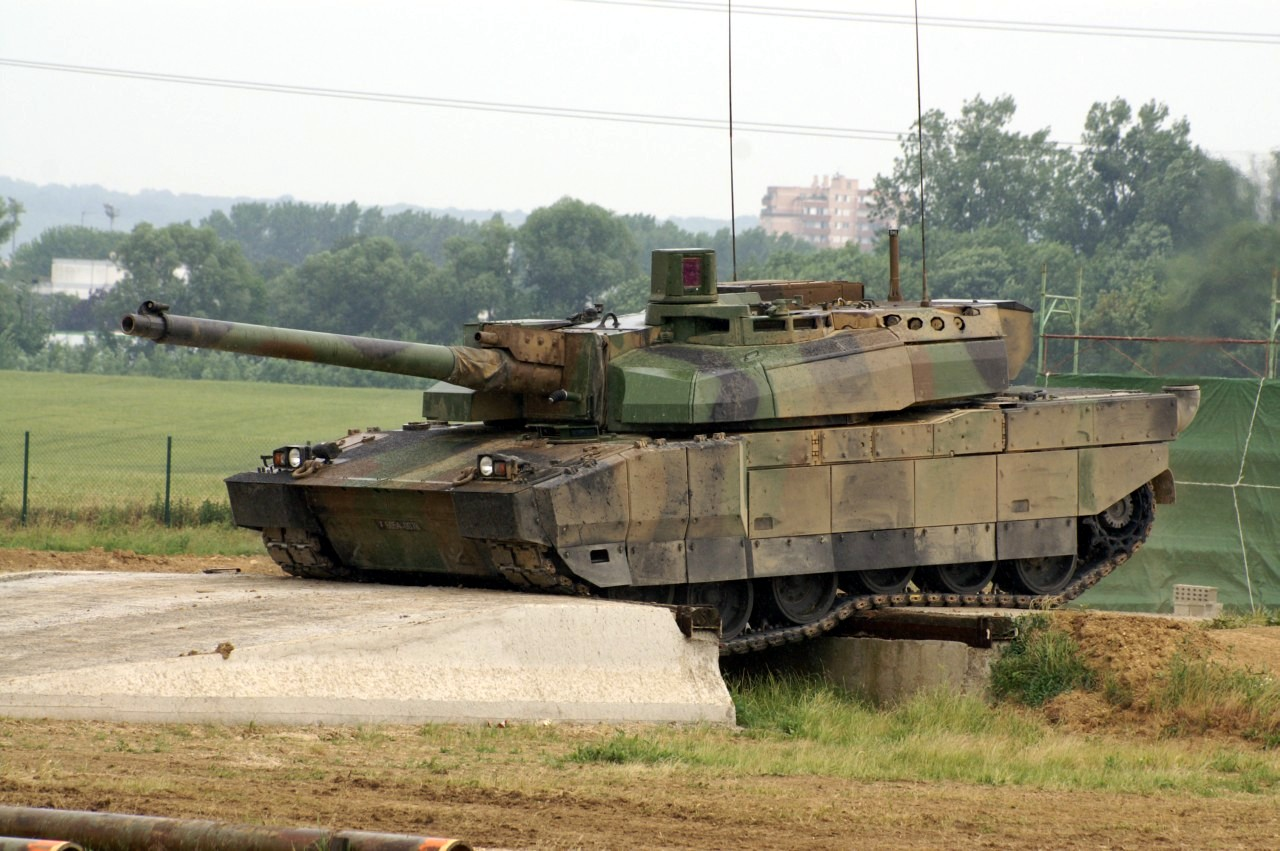
A francia Leclerc általános harckocsi árokáthidaló képességét prezentálja egy akadálypályán

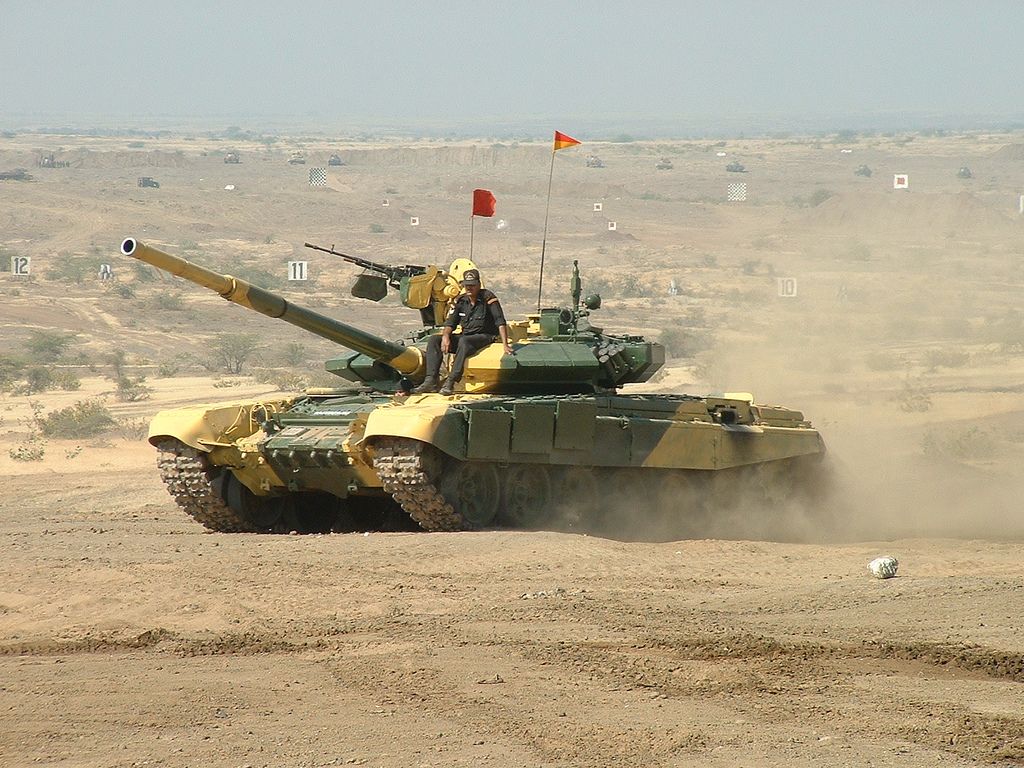
Orosz gyártmányú T–90 általános harckocsi az Indiai Hadsereg kötelékében

A harckocsi (hétköznapi nevén tank vagy páncélos) nagy tűzerejű fegyverekkel ellátott, erősen páncélozott, mozgékony, lánctalpas harcjármű.
A tank elnevezés eredete a TANK kódszó, amely a harckocsi fedőneve volt az I. világháborúban, az angol watertank, azaz „víztartály” szó rövidítése. A nyugati (angol nyelvű) terminológiában használt Main Battle Tank (MBT) megnevezés az általános, harckocsi célra kifejlesztett páncélozott eszközöket jelenti. Ez a harckocsikategória a magyar szakirodalomban alapharckocsi néven ismert.
A harckocsi komplex fegyverrendszer, a közvetlen harci érintkezés feltételeinek megfelelően kifejlesztett páncélozott harcjármű. A harckocsi a tűzerő, a páncélvédettség és a mozgékonyság megfelelő kombinációja. A tűzerő a harckocsin elhelyezett fegyverzetet, legtöbbször a harckocsilöveget és a kiegészítő fegyverzetet jelenti. A páncélzat a személyzetet, a motort és a lőszereket védi, a páncélvédettség függ a páncél vastagságától, anyagától, illesztésének módjától és nem utolsósorban a páncéllemezek dőlésszögétől is. A mozgékonyság legfőbb jellemzői a sebesség, a terepjáró képesség és a hatótávolság. A mozgékonyságot sok minden befolyásolja: a motor típusa és teljesítménye, a futómű felfüggesztése és elrendezése, a lánctalp szélessége, az erőátviteli rendszer, a páncélzat vastagsága, azaz a jármű össztömege.
A harckocsi konstrukcióját az első világháború harcászati elvárásai hívták életre, tervezését 1915-ben kezdte meg Sir William Tritton és Walter Gordon Wilson. Az általuk létrehozott első valódi harckocsi a „Mother” harckocsi volt. A franciaországi fejlesztésekkel párhuzamosan 1916-ban megkezdődött a harckocsik tömeges gyártása és alkalmazása. A huszadik század hadtörténetének egyik legmeghatározóbb eleme volt a tüzérség harcjárművekre adaptálása.
A harckocsik napjainkig meghatározó elemei korunk hadseregeinek. Gyakran felbukkan az a tézis, hogy a harckocsikat azok árának töredékéért beszerezhető páncéltörő eszközökkel megsemmisíthetik, ezért feleslegesek. Erre rendre rácáfol a valóság, ugyanis komplexitása miatt az egyre fejlődő harctéri kihívásoknak is képes megfelelni. A fejlesztés, gyártás és fenntartás költségeinek dacára harcászati támadó és védő szerepkörben egyaránt hatékony. Mivel ez a szárazföldi fegyvernemek legerősebben páncélozott harceszköze, képes az alá beosztott alegységeket megvédeni és védelemből támadásba átmenni. Egy területet huzamosabb ideig megtartani szinte csak harckocsikkal lehet. Jelenlétével képes lehet demoralizálni az ellenfél gyalogságát. Napjainkban a harckocsik feladata tovább bővül, meg kell felelniük az irreguláris és az aszimmetrikus hadviselés követelményeinek is.

## Történet

### Az első világháború és az első harckocsik.

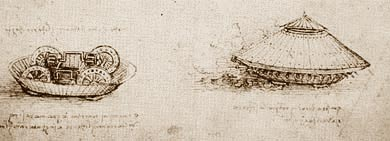
A harckocsi Leonardo da Vinci (1452-1519) terveiben

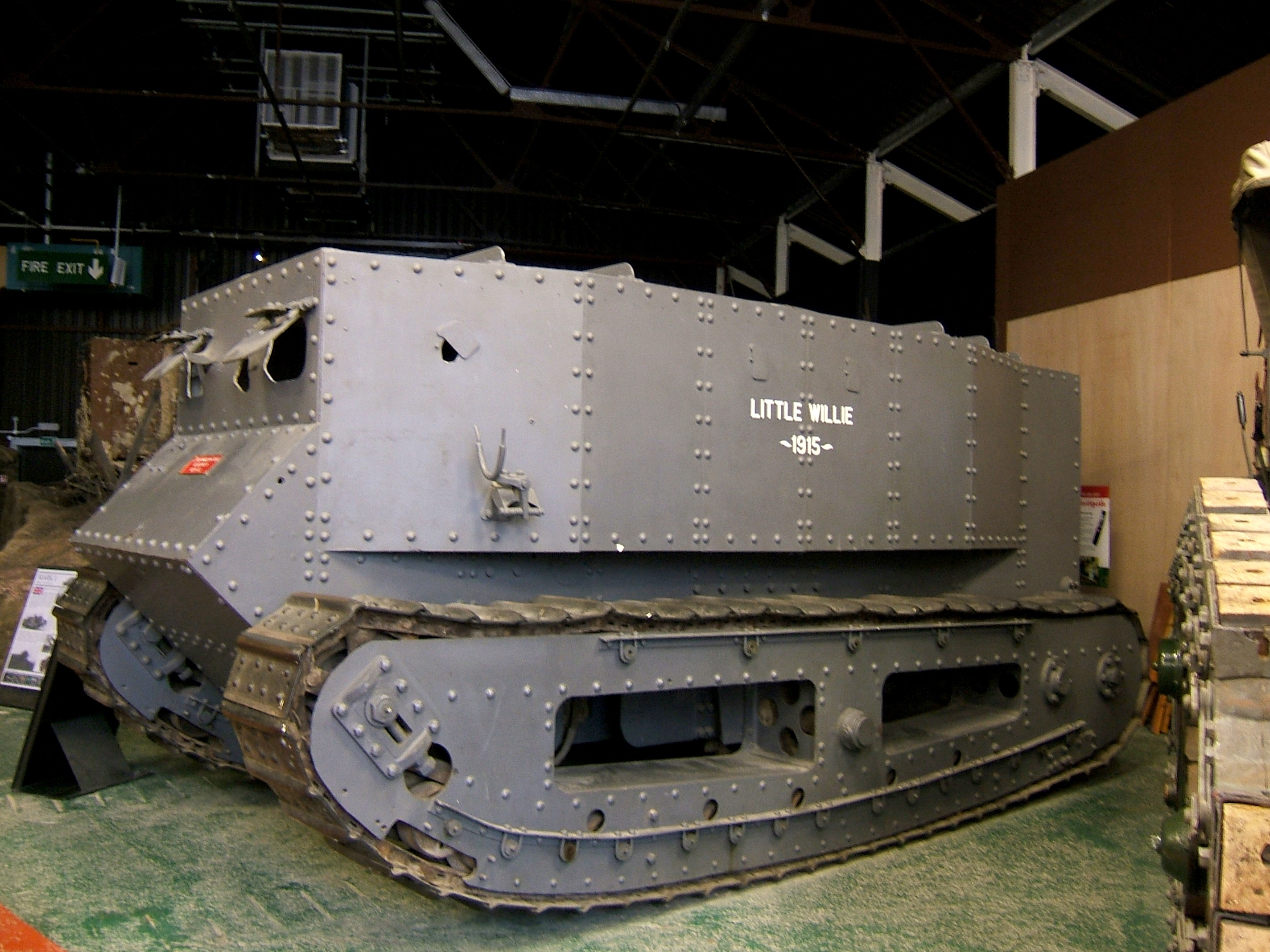
A Little Willie, a modern harckocsik „ősatyja”

Az első harckocsikat az első világháború elkeseredett állóháborúja hívta életre, amikor a háború fő harctere Flandria és Észak-Franciaország volt. Ezeket a területeket nagy mélységben szabdalták a lövészárkok, és az ellenség területeinek elfoglalása hatalmas emberveszteségekkel járt. A cél egy olyan eszköz létrehozása volt, mely képes leküzdeni szögesdrótok és védelmi árkok vonalait és megvédeni legénységét, miközben megfelelő tűzerőt biztosít annak. A harckocsik vagy „szárazföldi hajók” létrehozásának ötlete egészen Leonardo da Vinciig nyúlik vissza, de a valódi harckocsikra a belső égésű motor és a lánctalp kifejlesztéséig kellett várni.

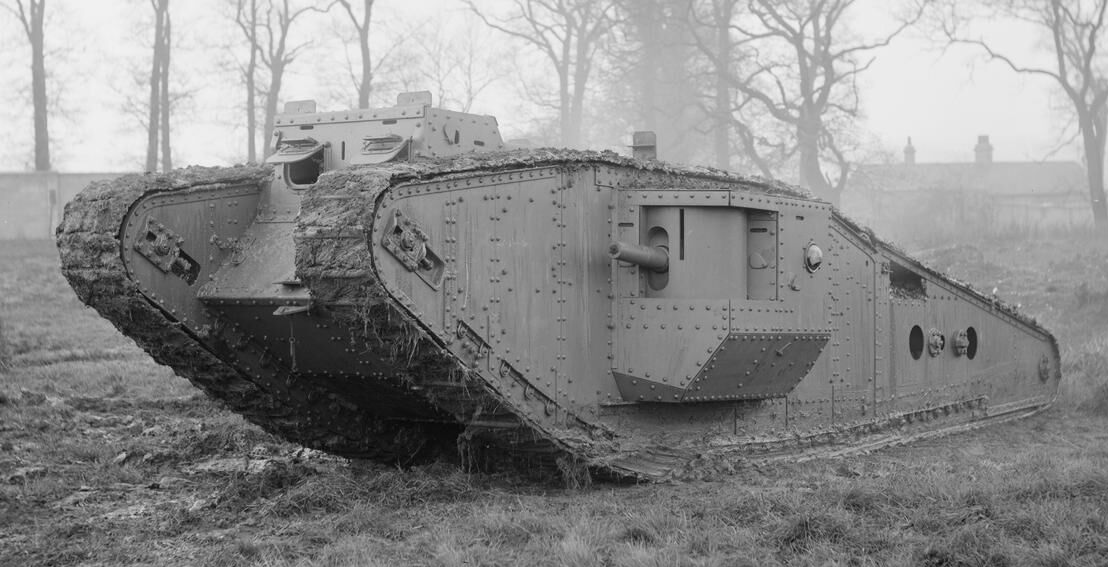
A brit Mark IV harckocsi sok újító műszaki megoldást tartalmazott

A mai értelemben vett első harckocsi az 1916-ban megjelent brit Mark I volt. Már 1914-ben is készültek kezdetleges páncélozott járművek, de ezek képtelenek voltak a nyugati front árkokkal szabdalt területein mozogni. A felmerülő katonai nehézségekre válaszolva a brit hadügyminisztérium felállította a Landship (szárazföldi hajó) Bizottságot, melynek olyan jelentős támogatói is akadtak, mint E. D. Swinton vagy Winston Churchill. Egy nagy teherbírású alapjárműre volt szükségük, ami erős és jó terepjáró képességgel rendelkezett. Erre a célra az amerikai gyártmányú Bullock, valamint Holt traktorok voltak alkalmasak, amiket a brit szárazföldi erők a lövegek vontatására használtak. A traktorok átépítésével Sir William Trittont bízták meg, aki megépítette a Linkoln 1. számú gépet. A jármű ígéretesnek bizonyult, de a lánctalpai túl keskenyek voltak és gyakran meghibásodtak. A javítások 1915-ben a Little Willie néven ismertté vált modell kialakításához vezettek, ez volt az első brit harckocsi. A javítások ellenére a harckocsi még mindig nem felelt meg a landship követelményeinek, így W. G. Wilson hadnagy javaslatára nagyobb méretű, a test teljes hosszán körbefutó lánctalpakkal szerelték fel, így megnőtt a jármű stabilitása. Ezzel a kialakítással nyerte el a harcjármű közismert romboid alakját, ez lett a Mother (Anya). A Mother volt a prototípusa az Mk I harckocsinak, melynek 1916 februárjától megkezdődött a sorozatgyártása és ezzel kezdetét vette a „harckocsik korszaka”.

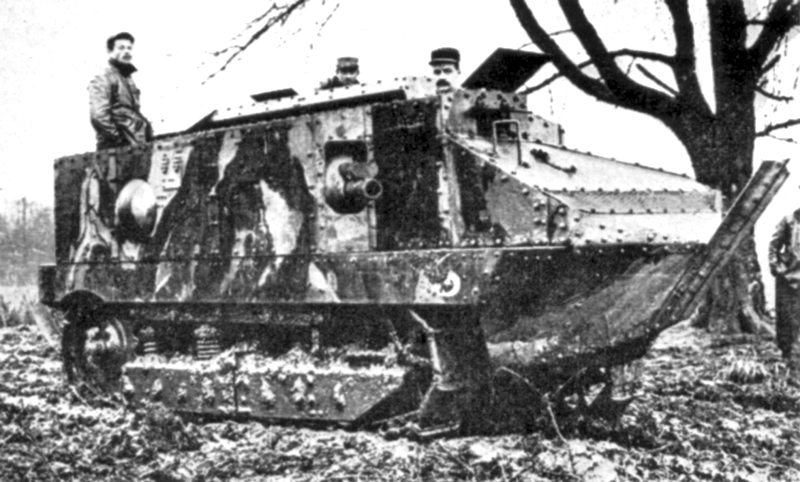
A francia Schneider M16 CA1 harckocsi valahol az első világháború sújtotta Nyugat-Európában

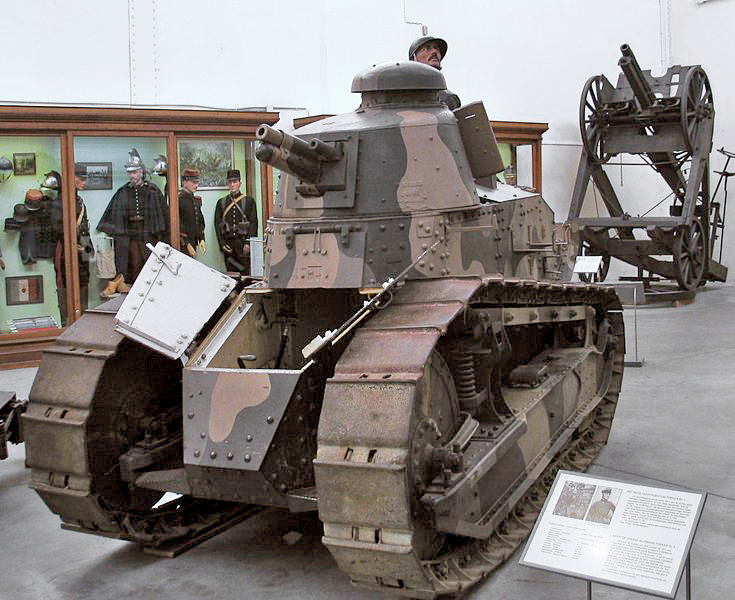
Francia gyártmányú, Renault FT–17 harckocsi

A francia háborús vezetés J. E. Estinee ezredes ötletére, 1915-ben elkezdte egy gyalogsági páncélozott rohamkocsi kifejlesztését, hogy tervei szerint meglepetésszerű támadást mérhessen a nyugati front német állásai ellen. Ez a jármű volt a Char d'Assault Schneider, melyet a brit harckocsikhoz hasonlóan a Holt traktor alvázára terveztek. A tervezés kezdetben nehezen haladt, a Schneider mellett létrehozott Char d'Assault St. Chamond rohamkocsiból is csak 1917-re készült el használható mennyiség. Emellett az új harcjárművek nem hozták meg a kívánt áttörést, felépítményük még mindig nem felelt meg a nyugati front mostoha terepviszonyainak: a magas felépítmény miatt a jármű súlypontja is túl magasra került, így instabillá tette őket, valamint az árokáthidaló képességük is csekély volt. Viszont a francia fejlesztések vezettek a háború talán legsikeresebb harckocsijának kifejlesztéséhez, ugyanis a Renault FT–17 kialakítása meghatározó lett a harckocsik későbbi történelmében. Az FT–17 könnyű gyalogsági támogató harckocsi volt, a háború végére közel háromezer állt hadrendben és egészen 1944-ig használták.

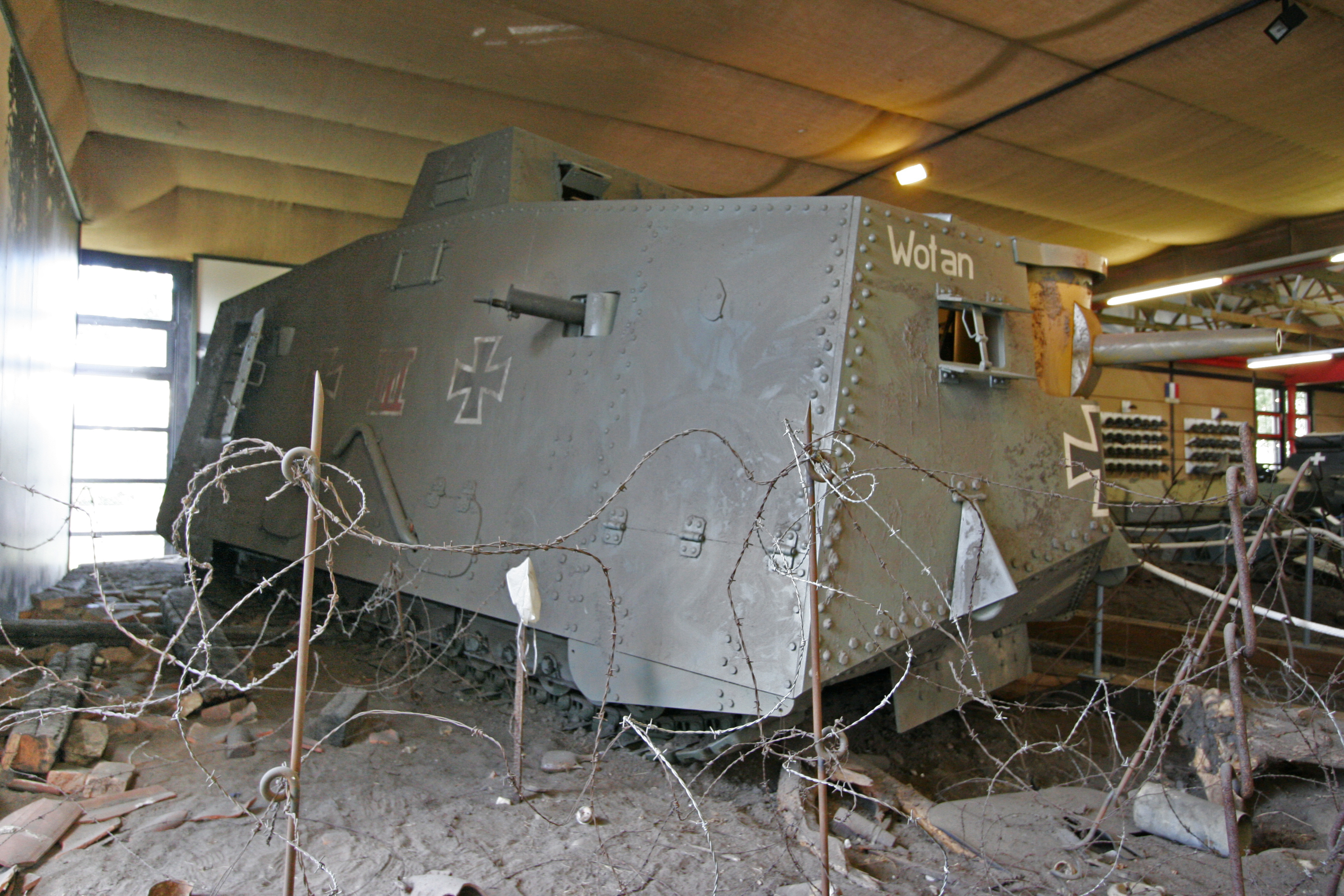
A Wotan elnevezésű A7V harckocsi másolata, a münsteri Német Páncélosmúzeumban, a jármű több mint hét méter hosszú és három méter széles volt

A németek az új veszéllyel szemben kezdetben a tüzérség átszervezésével és a gyalogsági páncéltörő fegyverek hadrendbe állításával válaszoltak, majd 1917 májusára kifejlesztették az A7V harckocsit. Az új Sturmpanzerwagen (magyarul páncélozott rohamkocsi) ormótlan kialakítású jármű volt, 18 fős személyzettel. A kifejezetten sikertelen konstrukcióból mindössze 20 darabot gyártottak. A kezdeti német harckocsifejlesztések kudarcai azonban nem hagyták páncélozott járművek nélkül a hadsereget, a német vezetés a zsákmányolt szövetséges harckocsik használatát is engedélyezte. A hadtörténelem első páncélos csatájára 1918. április 24-én került sor Villers-Bretonneux térségében a brit Mark IV-esek és a német A7V-k között.
A harckocsik megjelenése sok tervező számára inspirálóan hatott, a háború időszakában számtalan olyan konstrukciót készítettek, amik mára a történelem süllyesztőjébe kerültek. Ezek többsége a Mark I romboid vagy az FT-17 mára hagyományos alakját mintázták, de fellelhetők könnyű vázas -mint az amerikai Skeleton tank, vagy a szuper-nehéz harckocsik is, illetve olyan formák, melyek a mai tapasztalatok mellett már nyilvánvalóan alkalmatlannak tűnhetnek, például a hatalmas kerekű Lebegyenko-harckocsi.
A harckocsik elleni harcra több eszközt fejlesztettek ki a németek. Ilyen volt a Gewehr 98 ismétlőpuskában és az MG 08 vízhűtéses géppuskákban alkalmazott S.m.K. lőszer (Spitzer mit Stahlkern, magyarul hegyes (lövedék) acélmaggal), amellyel eredményesen lehetett harcolni a brit Mark I és II típusú harckocsikkal szemben (lövedéke 100 m-es lőtávolságon belül átütötte az oldalpáncéljaikat). A másik hatékonynak bizonyuló fegyver az 1918 májusától sorozatgyártott, a TuF MG-re (Tanks und Flieger Maschinengewehr) kifejlesztett 13,25 × 92 mm HR lőszert tüzelő Tankgewehr M1918 harckocsielhárító ismétlőpuska, amelyet a Mauser és a Polte gyárak gyártottak. Alkalmaztak még kötegelt kézigránátokat is, a TuF MG-t viszont csak egy példányban tudta legyártani az MAN a háború végéig.
Az első világháború alatt kialakult nézetté az vált, hogy a harckocsikat a harctéren szétszórva, a gyalogsággal egy lépésben haladva, támogató járműként kell bevetni. Ez a felfogás hatalmas veszteségeket okozott 1939 és 1942 között a szövetségeseknek, az új elgondolást megjelenítő német villámháború ellen.

### A világháborúk közötti időszak

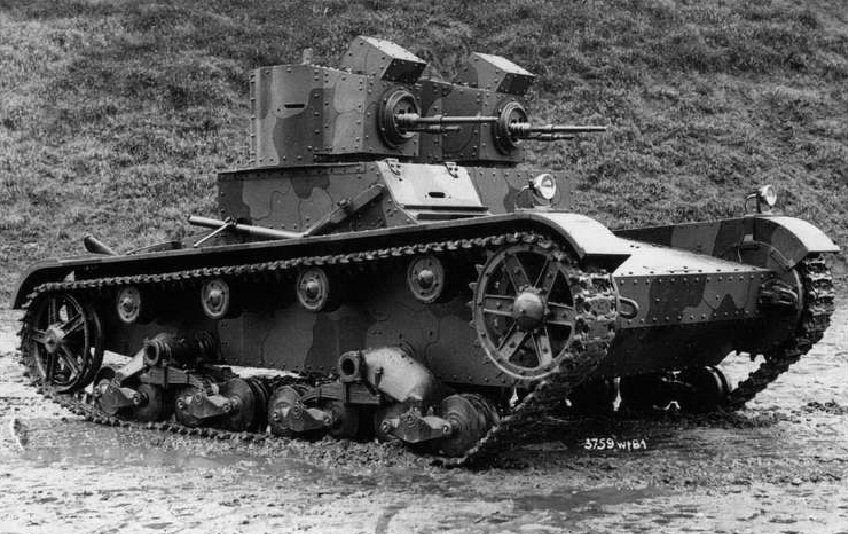
A lengyel hadsereg Vickers-harckocsija. A kor követelményeinek megfelelően kisméretű és olcsó, fegyverzete pedig csupán két géppuska

Az első világháború éveiben, 1916 szeptembere és 1918 novembere között a szövetséges harckocsik közel tízezer bevetésen voltak túl, az új haderőnem kisebb buktatókkal, de sikeresen vizsgázott a harctereken, és mint a háború gordiuszi csomójának megoldója, örökre beírta magát a történelembe.
A háború utáni időszak mégsem kecsegtetett túl sok reménnyel a harckocsikra nézve. 1919 után a britek a harckocsihadtesteket 25-ről 5 zászlóaljra csökkentették, míg az amerikaiak a teljes hadtestüket leszerelték és a harckocsikat a gyalogságnak adták át. A franciaországi hadtestet megtartották különálló fegyvernemként, de feladata kizárólag a teljhatalmú gyalogság támogatása maradt, miközben a világháború körülményei közt sikertelenül szereplő lovasság újra előtérbe került.
A harckocsik sikersorozata ellenére a szövetséges hadseregek motorizálása nagyon lassú ütemben haladt, az élen haladó angolok is csak 1926-ban kezdték el a gyalogság mechanizálását, de a folyamat a II. világháború kitöréséig befejezetlen maradt. A két világháború közti időszak a páncéloshadászat és hadviselés nagy gondolkodóinak időszaka volt, Nagy-Britanniában ezek közé főképp J. F. C. Fuller és Basil Henry Liddell Hart tartoztak, kiknek elméletei hazájukban nem kaptak nagyobb figyelmet, viszont külföldön annál inkább. A fejlesztések iránya Angliában és az Egyesült Államokban a kisméretű, alacsony költségű, a főként kiképzési céloknak megfelelő harckocsik felé mutatott, a Szovjetunióban pedig az 1920-as évek elején számos kisméretű, gyenge minőségű harckocsit terveztek, nagyrészt brit harckocsitechnika adaptálásával. Páncéloselméleti képzettségük viszont annál jelentősebbnek bizonyult. Legjelentősebb teoretikusaik – köztük Mihail Nyikolajevics Tuhacsevszkij – úgy vélték, hogy a harckocsik legfőbb erénye a mozgékonyság, melyet nem szabad a gyalogság védelmére feláldozni. Így talán elsőként a nagyhatalmak között, önálló harckocsiegységeket szerveztek, melyek a frontszakaszok áttörésére, az ellenséges gyalogoscsapatok megkerülésére és támogató tüzérségük harcképtelenné tételére voltak hivatottak.

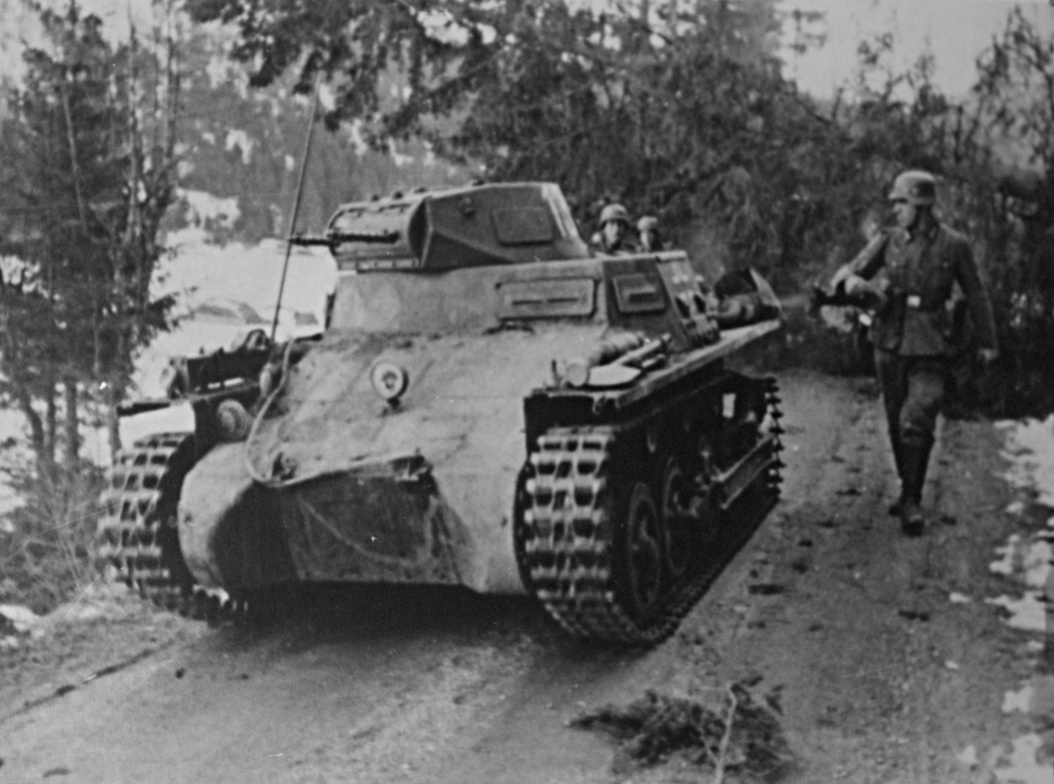
Német Panzer I-es Norvégiában 1940-ben, fegyverzete és páncélzata ebben az időben már elégtelennek bizonyult, de a német harckocsihiány miatt sokáig rendszerben maradt, főként felderítő feladatkörben

Amíg a szövetséges hadseregekben a harckocsizóknak más haderőnemek páncélosellenes előítéleteivel kellett megküzdeniük, addig a versailles-i békeszerződés haderő-korlátozási szabályait átlépve, az Adolf Hitler által vezetett Németország újra fegyverkezésbe kezdett. A német hadvezetés felismerte, hogy a jövő háborúinak megvívásában a harckocsik kulcsszerepet fognak betölteni. A hadviselési filozófia is nagyban különbözött a szövetséges és a német parancsnokok között. Míg a győztes hatalmak leragadtak a gyalogsági támogató harckocsik alkalmazásánál, ahol a lassan mozgó harcjárműveket szétszórva a gyalogos katonák támogatására vetették be, addig a németek – főként az 1930-as évek első felében Szovjetunióban tartott ismerkedési körútjaikon látottakat átvéve – új elképzeléseket dolgoztak ki. A páncélos hadviselés új filozófiája a harckocsikat helyezte előtérbe és a páncélos egységekre ruházta a jövő hadműveleteinek oroszlánrészét. Így a német hadseregben a követelmény a gyalogság számára a harckocsik követése és az elfoglalt területek biztosítása lett, ami egyben a hadsereg nagyfokú motorizálásának feladatát is rótta a hadseregszervezőkre. Ez a filozófia szöges ellentétben állt a szövetségesek által alkalmazott elvekkel, ahol a harckocsik sebességét a lehető legalacsonyabban tartották, hogy a gyalogság lépést tarthasson velük, ezzel kitéve őket az ellenséges tüzérség és a légierő tüzének.
Hitler hatalomra kerülése után Németország elkezdte többek között nyílt páncélosprogramját is. Ezt megelőzően 1926-ban elkészítették a Gross traktor program részletes terveit. Ez egy 75 mm-es löveggel és teljesen körbeforgatható toronnyal rendelkező harckocsi volt, melyet egy 1928-ban tervezett 37 mm-es páncéltörő ágyúval felszerelt járművel együtt a Szovjetunióban, egy Káma melletti titkos katonai bázison teszteltek. 1933. november 1-jén felállították az első Panzer (páncélos) egységet Zossenben, az alakulat parancsnoka Otto Lutz lett. A németek négy konstrukciót terveztek és próbáltak ki a háborúig: egy könnyű fegyverzetű, két géppuskával felszereltet, a PzKpfw I-t; egy ugyancsak gyenge páncélzatú, de 20 mm-es gépágyúval felszereltet, a PzKpfw II-t, és két nehezebb fegyverzetű és páncélzatú harckocsit, a PzKpfw III-at 37 mm-es és a PzKpfw IV-et 75 mm-es löveggel. A német harckocsi-alakulatok felszerelése azonban a gazdaság talpra állítása és az általános fegyverkezés miatt lassú ütemben folyt, 1939-ben alakulataik száma és minősége alig különbözött Csehszlovákiáétól. Ezt a hiányukat azonban ügyes diplomáciai lépéseikkel kellőképpen sikerült leplezniük a háború kitöréséig.
Az európai hadseregek többségében a páncélos erők fejlesztése lassú ütemben haladt a háború közeledtével. Ezzel szemben a sztálini Szovjetunió példátlan méretű fegyverkezést hajtott végre az 1920-as és 1930-as években, létrehozva számos harckocsitípust, melyek alkalmazása és folyamatos fejlesztése a II. világháború néhány kiváló szovjet harckocsijának alapját képezte, mint a T–34-es és a KV–1-es.

#### Spanyol polgárháború
Az újrafegyverkező hatalmak, mint Németország vagy a Szovjetunió számára a világháború előtt, az 1936. július 17-én kitört spanyol polgárháború kínált kitűnő alkalmat új fegyvereik kipróbálására. A harcokban a Szovjetunió a köztársaságiakat, Németország és Olaszország Franco tábornok nacionalistáit támogatta. Ezen a harctéren vizsgázott először az olasz CV33-as, az orosz T–26-os és a német Panzerkampfwagen-sorozat első darabja, a PzKpfw I-es is. A háború során a szovjetek 731 harckocsival és 1000 repülőgéppel, míg a németek és az olaszok összesen 750 harckocsival és 1260 repülőgéppel támogatták a szemben álló feleket.
A harcok 1939 áprilisában befejeződtek, a német és szovjet vezetőknek lehetőségük nyílt saját eszközeik és technikájuk alkalmazásból levonni a következtetéseket. Jakov Pavlov szovjet tábornok úgy gondolta, hogy a harckocsikat támogató szerepkörben kell alkalmazni, és a többi harckocsi-magasabbegységet egyszerűen fel kell oszlatni. Ellenfele, Wilhelm von Thoma parancsnok ezzel szemben jövőbemutató, helyes következtetéseket vont le arról, hogy a könnyű páncélzatú harckocsiknak nincs jövőjük a harctereken, és a nagyobb és nehezebb konstrukciók gyártása segítheti elő Németország győzelmét ellenfeleivel szemben. Ebben a háborúban tesztelhették először gyakorlatban a Blitzkrieg elméletét.

### Második világháború

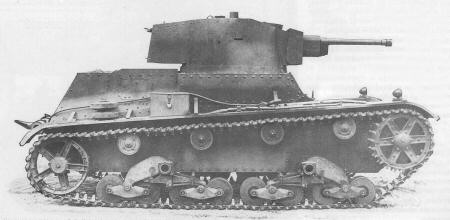
A 7TP lengyel hadsereg fő harckocsija volt a második világháború kezdetén, páncélzata erősebb volt mint a német Panzer I és II harckocsiknak

A második világháború kitörésekor, 1939-ben csak igen kevés hadsereg ismerte fel a harckocsikban rejlő lehetőségeket. Szeptember 1-jén a német hadsereg megkezdte Lengyelország lerohanását. Noha a lengyel hadsereg az ötödik legnagyobb és legkorszerűbb hadsereg volt a világon, mégsem készült fel az új típusú háborúk korszakára. A lengyel vezérkar a támadás idején hét hadsereget mozgósított, összesen 30 gyalogoshadosztályt, 11 lovasdandárt és mindössze 1 könnyűharckocsi-dandárt. Hadserege ebben az időben, szomszédaihoz hasonlóan éppen átszervezés alatt állt, és a lovas egységek motorizálása meglehetősen lassan haladt. A lengyelek egyetlen ütőképes harckocsi-típusa a 7TP könnyű harckocsi volt, a 37 mm-es Bofors páncéltörő lövegen alapuló harckocsiágyúval felszerelve. Az összehangolt német szárazföldi és légi hadműveletek következtében a legtöbb lengyel harckocsi elpusztult vagy zsákmányul esett. A Blitzkrieg-taktika sikerében nagy szerepet játszottak a fő csapásokat mérő páncélosok összevont egységei és az őket támogató zuhanóbombázók. Az áttört védelmi vonalakon menetben behatoltak az ellenség hátországába, szétzilálva a kommunikációs hálózatokat, megakadályozva ezzel, hogy az elszakított egységek újraegyesüljenek. Az áttörések kiszélesítésére, a keletkezett résekbe a mögöttük haladó gépesített gyalogos alakulatok hatoltak be. Az ő feladatuk a „zsák szájának” nyitva tartása volt (azaz a szárnyak biztosítása) mindaddig, amíg a nehezebb fegyverzetű gyalogság és tüzérség meg nem kezdte a mozgó frontra való felzárkózást, vagy a körülzárt lengyel egységek felszámolását, harcképtelenné tételét. Az áttörések sikeréhez hozzájárultak a különleges egységek „diverziós” bevetései, a zavar és félelemkeltés, terrorbombázás és a rendkívül hatásos, jól képzett vezetés.
A lengyelországi hadjárat idején a német hadsereg 40 gyalogoshadosztályból, 4 gépkocsizó hadosztályból, 4 könnyűhadosztályból és 7 páncéloshadosztályból áll. A páncélos csapatokat olyan, később kiemelkedő posztokat betöltő parancsnokok irányították, mint Heinz Guderian vagy Erwin Rommel. A német harckocsi-hadviselés 1939-ben sikeresen vizsgázott, és a franciák lerohanása előtt elég időt biztosított a német vezetés részére, hogy elemezzék a felmerült hiányosságokat és átszervezzék páncélos egységeiket. A Wehrmacht ekkor még nagyszámú Panzer I és Panzer II harckocsival volt kénytelen felszerelni csapatait, amikről a hadjárat kezdetekor kiderült, hogy alkalmatlanok a fejlett hadviselésre. Németország azonban nem tudta honnan pótolni ezeket a harcjárműveket, ezért továbbra is szolgálatban maradtak. Növekvő harckocsi igényüket külföldi típusok rendszerbe vezetésével igyekeztek ellátni, mint például a cseh Škoda gyártotta 35(t) és 38(t), bonyolítva ezzel saját logisztikai rendszerüket.
A franciaországi hadjárat idején a szövetséges erők mind fegyverzetben és állományban felülmúlták a németeket. A franciák több mint 3000 korszerű harckocsival rendelkeztek és nagy mennyiségű I. világháborús harcjárművel a tartalék egységekben. A legjobb egységeket DLM-ben és a DCM-ben (Division Cuirassé) vonták össze. Továbbá a kontinensen tartózkodott egy brit expedíciós erő is, 210 db könnyű és 100 db nehéz harckocsival, köztük 23 db új, Matilda I típus. A szövetséges erőfölény kudarcát azonban a hibás vezetés és a csapatok rossz felhasználása okozta, a tábornokok nem tudták levonni a helyes következtetéseket a németek lengyelországi stratégiájából, a harckocsizó magasabbegységek létrehozásának csak néhány úttörője akadt, mint például a tehetséges harckocsizó Charles de Gaulle tábornok. A szövetségesek a harckocsik fejlesztése és a korszerű alkalmazás terén is elmaradtak a németek mögött. Kezdetben a franciák és az angolok két harckocsitípust gyártottak, nehéz harckocsikat a gyalogság rohamának támogatására és „cirkáló harckocsikat” a mozgékony lovasság feladatköreinek felváltására. Franciaországban a nehéz harckocsikat a 30 tonnás Char B1 típus, a cirkáló harckocsi kategóriát pedig a 10 tonnás Renault R35 és a Hotchkiss H35 típusok képviselték. A briteknél előbbit a 27 tonnás Matilda I, utóbbit a gyenge páncélzatú és fegyverzetű Mark III, Mark IV könnyű harckocsik képviselték. A szemben álló felek többsége a spanyol polgárháborúban szerzett tapasztalatok és a Franciaországban vívott harcok után rájött, hogy a könnyű harckocsi kategória alkalmazása néhány légi szállítású, illetve távol-keleti műveleten kívül teljesen idejétmúlt elgondolás.

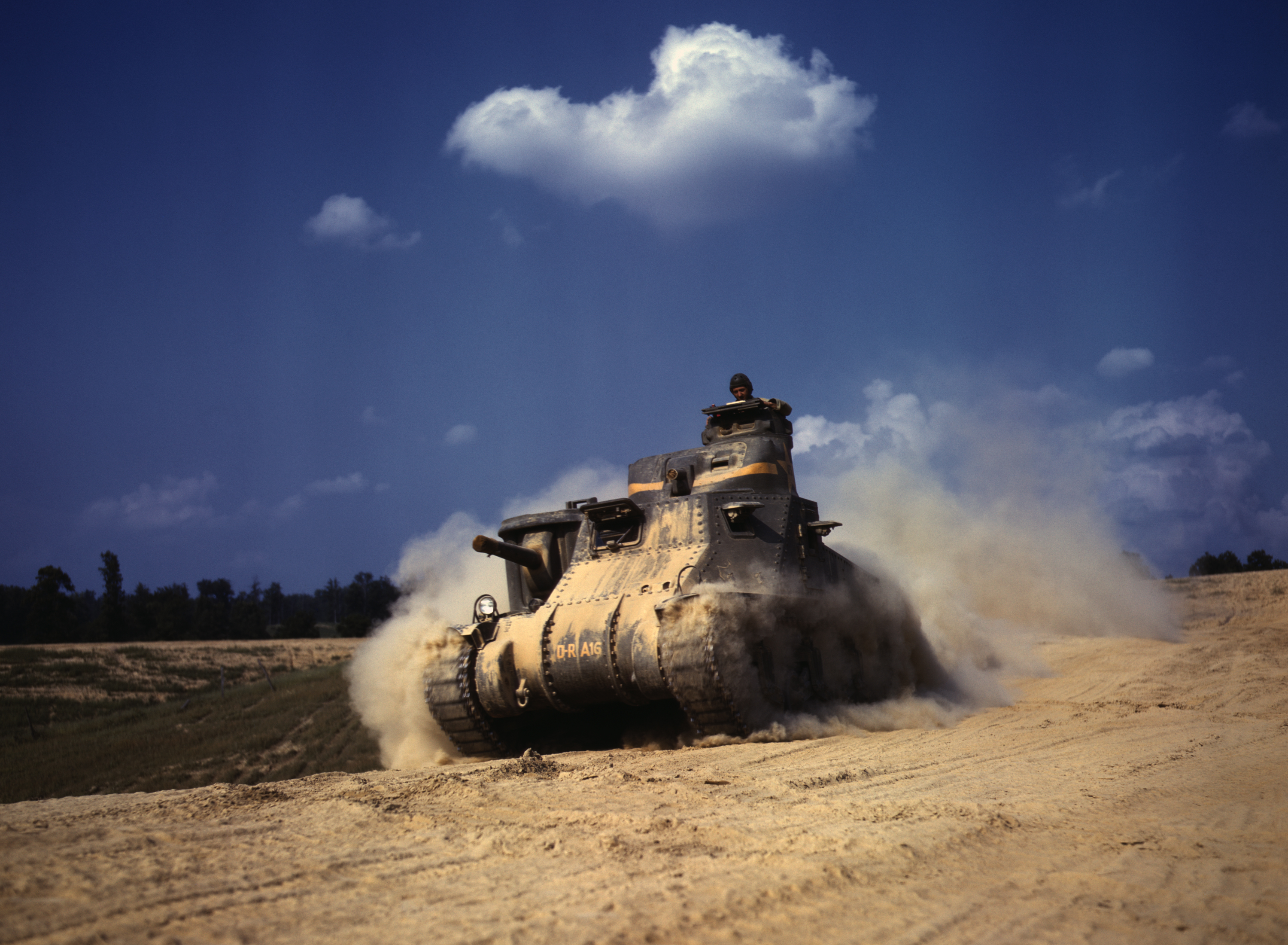
Egy M3 menetgyakorlaton Fort Knoxban, 1942 júniusában; 37 mm-es harckocsiágyúja a toronyból kiszerelve

A szövetséges hadvezetés – lévén az 1940-es dunkerque-i kiürítést követően szinte nehézfegyverzet nélkül maradtak – főként a német harckocsik kompenzálásra, illetve saját harctéri tapasztalataik nyomán önálló fejlesztésű közepes és nehéz harckocsi-típusok kifejlesztésébe kezdett. Az amerikai hadsereg első nagy mennyiségben gyártott harckocsija az M3 közepes harckocsi volt, erős páncélzattal és egy forgatható toronyba beépített 37 mm-es, valamint a homlokpáncél jobb oldalába épített 75 mm-es ágyúval felszerelve. Többszöri módosítását a britek M3 Lee-nek, majd M3 Grant-nek nevezték, de a („duplaágyús”) járműkonstrukció bonyolultsága miatt leálltak a fejlesztéssel. Bázisán hozták létre az M4 Shermant. Az amerikai hadiipar teljesen ráállt ennek a tömeggyártásra jobban megfelelő típusra, aminek eredménye a több mint 58 000 legyártott példány lett 1945-ig. A britek egészen 1943-ig nem tudtak a német közepes és nehéz harckocsikat ellensúlyozó harckocsikat előállítani. Januárban azonban megkezdték az Cromwell/Centaur harckocsik sorozatgyártását, melyekből összesen 4016 db készült el. Alapját képezték az A30 Challenger-nek, majd az 1944-ben gyártásra kerülő A34 Comet-nek, amely egészen 1958-ig hadrendben állt a brit hadseregben. Utóbbi két harckocsiban a 17 fontos brit harckocsiágyút alkalmazták, amely nagy hatékonysággal tudta a német nehézharckocsikat is leküzdeni. A „cirkáló harckocsi” kategóriát, mint megnevezést végig megtartották a britek.

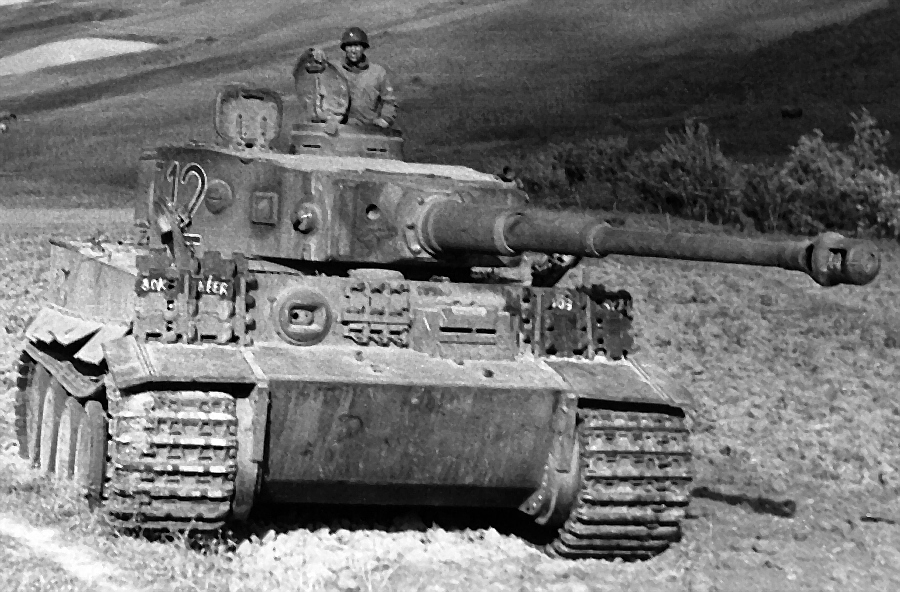
Egy Tiger I-ben pózoló amerikai katona 1943-ban valahol Tunéziában. 8,8 cm-es KwK 36 típusú harckocsiágyúja méltán lett hírhedt a szövetségesek körében, mégis a térségben bevetett járművekből mindössze 1 db ért át épségben Tunéziába

Németország 1940-ben csatát vesztett a légi háborúban Angliával szemben, majd megmaradt legnagyobb szárazföldi ellenfele, a Szovjetunió ellen vonult fel 1941 nyarán a Barbarossa hadművelet során. A támadásban 190 hadosztály, ebből 27 páncélos és egyéb gépesített egység vett részt, kezdetét vette a háború nagy páncélos csatáinak időszaka. A németek és a szovjetek is nagy mennyiségű könnyű harckocsival rendelkeztek a hadjárat kezdetén. A szovjetek veszteségei a háború kezdeti szakaszában óriásiak voltak, melyek főként az 1930-as évek második felében „lefejezett” vezérkar inkompetensségének, a hadsereg rossz vezetésének volt köszönhető, de ezeket később korszerűbb és hatékonyabb harckocsitípusokkal ellensúlyozták. A németek is rengeteg erőfeszítést tettek annak érdekében, hogy harcjárműveik ütőképességét és teljesítményét növeljék, de hadtápvonalaik egyre hosszabbá nyúlása nem kedvezett a végkimenetelnek. Ezen fejlesztések eredményeként születtek meg olyan típusváltozatok, mint a PzKpfw III és a PzKpfw IV közepes harckocsik G–N, ill. F1–J altípusai is. Előbbi típus gyártását 1944 közepén leállították, utóbbi viszont a háború végéig termelés alatt állt.
A második világháborúban tervezett harckocsik egyre vastagabb páncélzattal, egyre nagyobb tűzerejű fegyverzettel és egyre nagyobb teljesítményű motorokkal kerültek gyártásra. A fejlesztések kulcsiránya a lehető legegyszerűbb szerkezeti felépítés lett, amely a hatékony tömeggyártás alapvető kívánalma. Ennek a folyamatnak az eredményeként a háború második felében megjelent nagy űrmérethosszú, 7,5 és 8,8 cm-es harckocsiágyúkkal felszerelt Panzer V Panther, a Panzer VI Tiger és a Tiger II német közepes és nehéz harckocsik, az 1945 februárjában bevetett, 90 mm-es ágyúval szerelt amerikai M26 Pershing, a brit fejlesztésű, 17 fontos ágyúval szerelt Sherman Firefly és az A34 Comet, vagy a szovjet KV-alvázakon létrehozott Joszif Sztálin-sorozat: ISZ–1, ISZ–2, ISZ–3 típusú nehéz harckocsik. Ezen harckocsik némelyike később is résztvevője volt fegyveres összecsapásoknak, de az 1960-as évekre eltűntek a hadrendből.
A világháború lehetőséget nyújtott a harckocsi tervezők számára a legkülönbözőbb harckocsi típusok tervezésére és kipróbálására. A háború végére azonban kialakult egy klasszikus, egytornyos, löveggel felszerelt, alap harckocsi forma, ami a mai napig meghatározta a páncélosok kifejlesztését. A folyamatos tesztelés bebizonyította, hogy a több körbeforgó toronnyal felszerelt és az óriás harckocsik konstrukciója, mint a szovjet T–100-as vagy a német Maus harckocsi nem életképesek, ezért ezeket a tervezők viszonylag hamar elvetették.

### A hidegháborús fegyverkezés

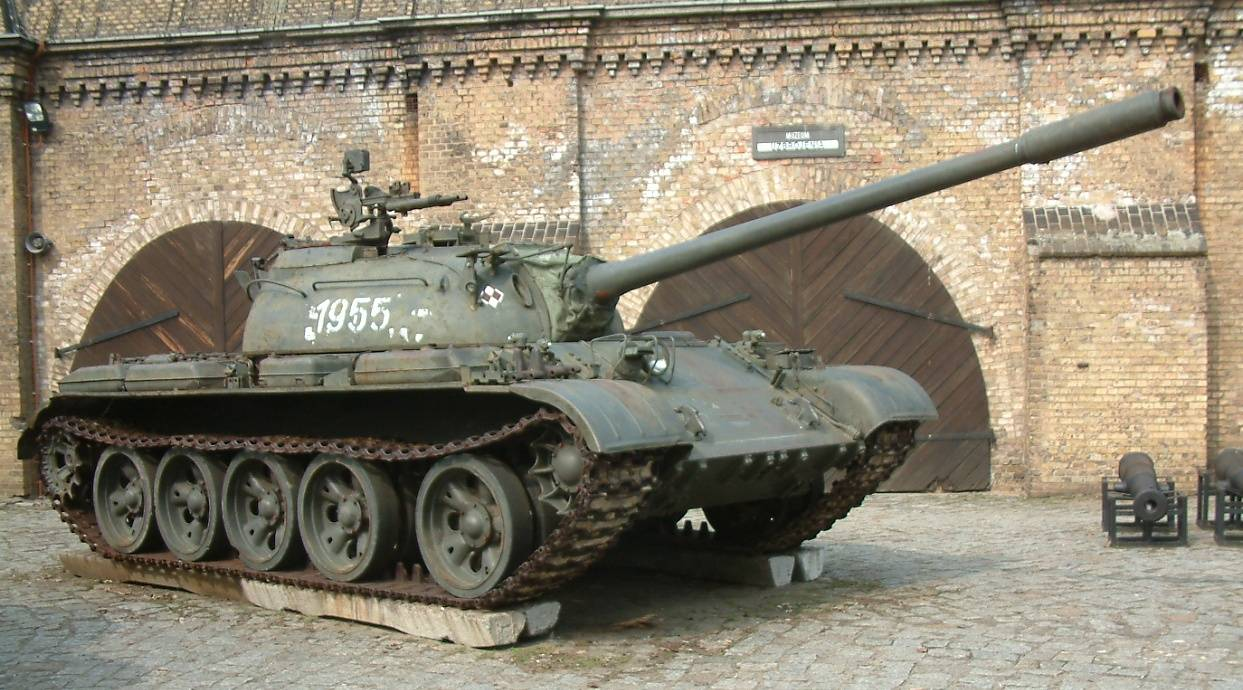
Szovjet T–55 harckocsi, a T–54-es javított változata, máig a legnagyobb példányszámban gyártott harckocsinak számít, a két változatból legyártott darabszámot 85 000 és 100 000 közé teszik

A hidegháború sok nemzetközi feszültséggel járó korszak volt 1947 és 1991 között, amelyet a két szuperhatalom, az Amerikai Egyesült Államok és a Szovjetunió közötti folytonos rivalizálás jellemzett. Az ideológiai feszültség mellett e korszak a nagy fegyverkezések és az atomkor időszaka volt. Az atomfegyvereket preferáló stratégáknak ismét rá kellett döbbenniük, hogy az atomfegyverek birtoklása ellenére a kor háborúit nem vívhatják meg eredményesen a gyalogság és a páncélos erők nagyarányú alkalmazása nélkül. Ehhez azonban mind a gyalogság, mind a harckocsik védőeszközeit módosítani, fejleszteni kellett, hogy megfeleljenek a kor harcászati követelményeinek. A hidegháború időszakának két meghatározó harckocsifejlesztési irányadója volt: az egyik a Varsói Szerződés, másik a NATO. A Varsói Szerződés tagállamai között a Szovjetunió volt a meghatározó, így ebből a körzetből kevés más önálló harckocsikonstrukció került ki. A NATO tagállamok közül az USA, Franciaország, Nagy-Britannia és az NSZK fejlesztései domináltak. A két oldal között a harckocsitervezés és -építés filozófiája is nagyon különböző volt. Míg az előbbiben a szovjet „tömeghadsereg” filozófiája került előtérbe átlagos minőségi színvonallal, addig utóbbiban erre a jobb túlélőképességű, minőségi fölénnyel rendelkező eszközökkel adták meg a választ.

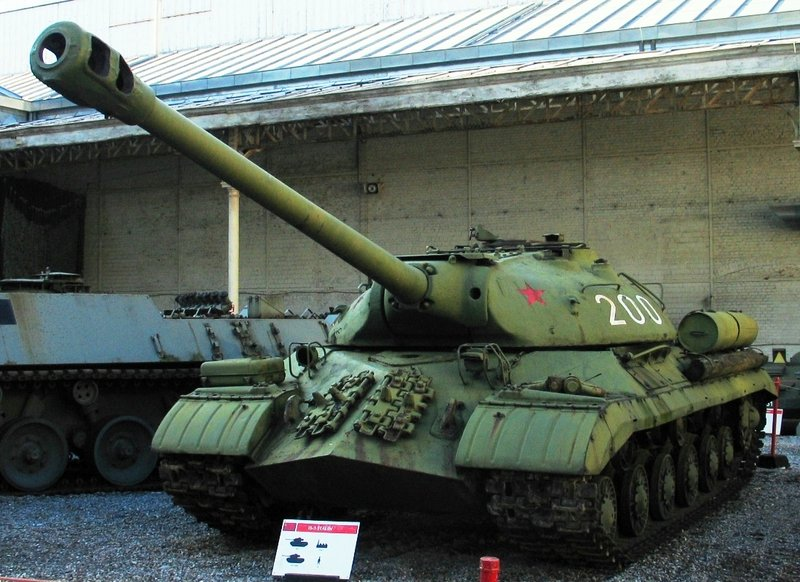
ISZ–3 nehéz harckocsi a brüsszeli múzeumban

Az európai háború befejezése után a megszálló szövetséges hatalmak közötti viszony ellenséges viszonyba csapott át, melynek fő oka a teljes közép-európai térség megszállására törekvő Szovjetunió mennyiségi katonai fölénye által támasztott fenyegetés volt. A nyugati hatalmak elsőként az 1945-ös berlini győzelmi felvonuláson szembesülhettek a szovjet tüzérségi és harckocsierők fejlettségével és mennyiségével. A Sztálinról elnevezett ISZ–2 és ISZ–3 nehéz harckocsikat 122 mm űrméretű, D-25T jelzésű, 217 mm páncél átütésére képes harckocsiágyúkkal szerelték fel. Az ISZ–3 tömege 46 tonna volt, kialakítása tükrözte a kor magas mérnöki színvonalát: lapos, lencse alakú öntött acéltornya és döntött páncéllemezek biztosították a jó ballisztikai védelmet, melyek vastagsága egyes helyeken elérte 160 mm-t. Utolsó nehézharckocsi-projektjük a ISZ–3-ból továbbfejlesztett ISZ–10, későbbi nevén T–10 volt, melyet 1966-ban megszüntettek. A volt nyugati hatalmak szövetségeként létrejött NATO erők válasza különböző jó minőségű harckocsik előállítása volt, azzal a céllal, hogy felülmúlják a szovjet páncélos erőket. A brit Centurion harckocsit a második világháború végén fejlesztették ki a Panther és a T–34 előnyös tulajdonságai figyelembevételével, de rendszerbe állítása hónapokkal lekéste a háború befejezését, így 1949-ben rendszeresítették a Brit Szárazföldi Erőknél. Részt vett a Koreai háborúban, ahol az amerikai Pershing típussal sikerrel vették fel a harcot az orosz T–34/85 harckocsitípussal. Sikerességét jól mutatja, hogy alapját képezte a későbbi Chieftain és Merkava harckocsiknak egyaránt. Izraeli részről egyes módosításai még a 2000-es években is rendszerben állnak (lövészpáncélos, műszaki mentő stb.).

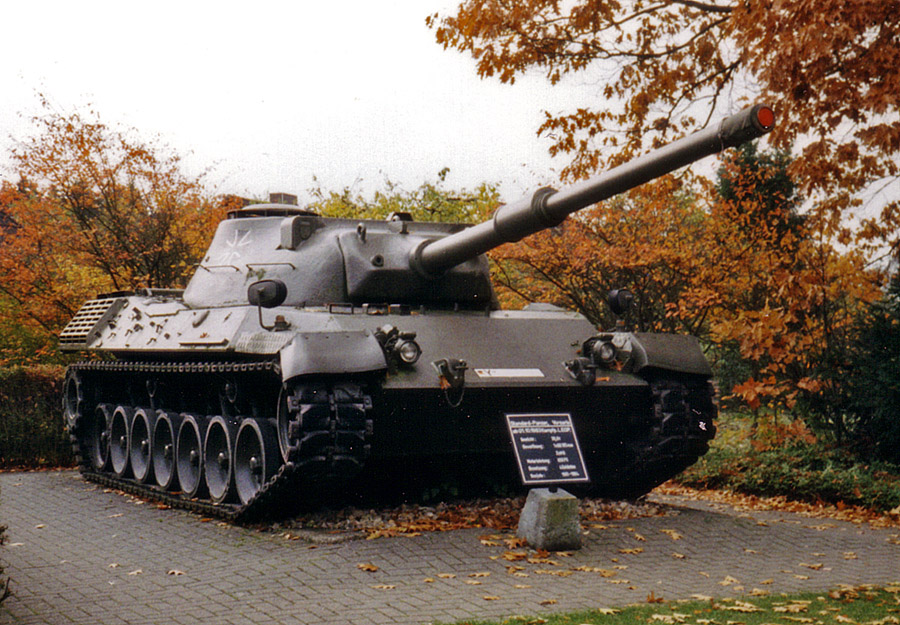
Leopard 1 harckocsi

A NATO-harckocsik kezdetben 76 mm-es és 84 mm-es harckocsiágyúkat alkalmaztak, majd végül áttértek a nagyobb hatóerejű 105 mm-es huzagolt csövű lövegekre, amelyek megfelelő alapot adtak a lőszerek és a töltényűrök NATO-szabványosítására is. Az amerikaiak az M26 Pershing típusból fejlesztették ki az M48 Patton, majd a modernebb M60 Patton harckocsikat. Az NSZK 1965-re készítette el a háború óta elsőként (1956-tól) fejlesztett harckocsiját, a Leopard 1-et. Ezt követte a francia fejlesztésű AMX–30 harckocsi, mindegyik típust 105 mm-es lövegekkel szerelték fel. A nyugati szakemberek számára nagy meglepetést okozott a szovjet T–62-es harckocsi megjelenése. Főfegyvere egy huzagolatlan 115 mm-es harckocsiágyú volt, amely új fejezetet nyitott a harckocsiágyúk tervezésében. A löveget kifejezetten űrméret alatti, leválóköpenyes, szárnystabilizált, páncéltörő nyíllövedék kilövésére tervezték, azonban a löveg konstrukciós hibái miatt nem volt megfelelően pontos és megbízható, így leváltották vagy huzagolták őket. A NATO eközben elkezdte a sima furatú harckocsiágyúk tervezését, aminek hatása az volt, hogy a szovjet simacsövű-löveg program is tovább folytatódott. Eredménye lett az 53,5-es űrmérethosszú 2A26 GRAU-kódú 125 mm-es ágyú, mellyel a T–64-es harckocsikat szerelték fel. Kisebb módosításával jött létre a 2A46 sorozat, ami nagyobb hatásfokot és megbízhatóságot biztosított a T–72-es harckocsik számára. Ezt az ágyúsorozatot alkalmazzák a T–80/–90 harckocsikban is.
Az 1970-es években a Brit Hadsereg kifejlesztett egy kompozit páncélzatot, elterjedt nézet szerint ez a Chobham névre keresztelt páncélzat acél, titán és kerámia lemezekből készült rétegelt páncélzat volt. A valóságban az angol fejlesztés neve Burlinghton, és nem tartalmazott sem kerámia, sem titán rétegeket. A páncél speciális ragasztási technikával és préseléssel összeállított szendvicsek rétegeiből áll. Az acél rétegek közé elasztomereket (eleinte nyers gumit) préseltek, amely találat esetén hasonlóan pusztítja a kumulatív sugarakat, mint a robbanó reaktív páncélzat, azonban robbanás helyett a gumi elpárolgásából képződő nyomás működteti. E szendvicseket 3-4, de nem ritkán hatos vagy több sorban 60-70 fokban döntve építik be, ezáltal a kumulatív sugarak hatásfoka akár 90%-kal is csökkenthető.
Utóbb kiderült, hogy ez a rétegelt páncéllemez-elv az egyedüli járható út az egyre fejlődő harckocsielhárító lövedékek elleni védekezésül. Különféle típusainak anyagösszetétele és rétegfelépítésére csak találgatások vannak, ugyanis napjainkban is hadititoknak minősülnek. A hidegháború idején számos nemzetközi program indult egységes harckocsitípusok kifejlesztésére. Az egyik ilyen az USA–NSZK által létrehozott MBT-program (Main Battle Tank-program), amely felbomlott az egységes kísérleti alvázak megalkotása után. A kudarcba fulladt fejlesztések továbbviteleként jöttek létre a német Leopard 2 és az amerikai M1 Abrams harckocsik. A hetvenes évektől kezdve a harckocsikat fejlett elektronikai rendszerekkel kezdték felszerelni, úgymint az elektronikus tűzvezető rendszer, lézertávmérők, a különböző spektrumban működő éjszakai irányzékok és elektronikus helymeghatározó berendezések. A tűzvezető rendszer egy igen összetett működésű rendszer: a tűzvezető számítógép a lézertávmérők segítségével leméri a céltávolságot, a szélerősséget, a beépített hőmérők révén a hőmérsékletet és egyéb tényezők hatásait, ezekből lőelemet képez, ha a jármű menetből irányoz, stabilizálja a löveget, előretartást számol és mozgás közben is önműködően célra tart. A tűzmegnyitás minden esetben a személyzet dolga. A hidegháború követelményeinek megfelelően az összes korszerű harckocsit ellátták a tömegpusztító fegyverek elleni védőrendszerekkel (atom–biológiai–vegyi hatások elleni ún. ABV-védelem), valamint a személyzetet az erős páncélzaton kívül egyéb kiegészítő védőfelszerelések is védhetik.

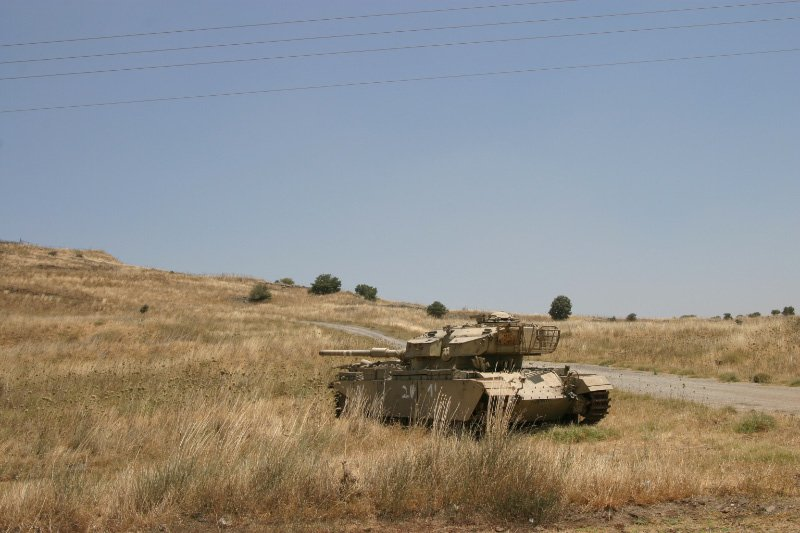
Elhagyott izraeli Centurion harckocsi a Golán-fennsíkon, a jom kippuri háború idején. Izrael számos harckocsit korszerűsített és jelenleg is szolgálatban tart

A nyugati és szovjet harckocsitechnika összecsapásának fő színtere a második világháború után létrejött Izrael és az őt körbevevő arab államok közti folyamatos háborúskodás, az arab–izraeli háborúk. Az 1948–49-ben vívott első, függetlenségi háború során az izraeliek mindössze egy páncélosdandárral rendelkeztek, néhány francia Hotchkiss könnyű harckocsival, két Cromwellel és egy a britek által otthagyott Sherman harckocsival. Az 1960-as években sikerült brit Centurionöket és amerikai M48A2 Pattonöket vásárolniuk. Az arab államok nagyarányú szovjet fegyverszállítmányokat kaptak a zsidó állam elleni harchoz, de a sokszor felkészületlen arab kezelőszemélyzet nem tudta kihasználni a harckocsik nyújtotta előnyöket.
Izrael minden támadást vissza tudott verni és offenzívákban területeket is szerzett, a világháborús német Panzerwaffe után az izraeli páncéloserők lettek a legsikeresebb harckocsizók a világon. Az 1967-es hatnapos háború után döntés született egy saját fejlesztésű – a sikeres Centurionön alapuló – nehéz harckocsi, a Merkava kifejlesztésére.

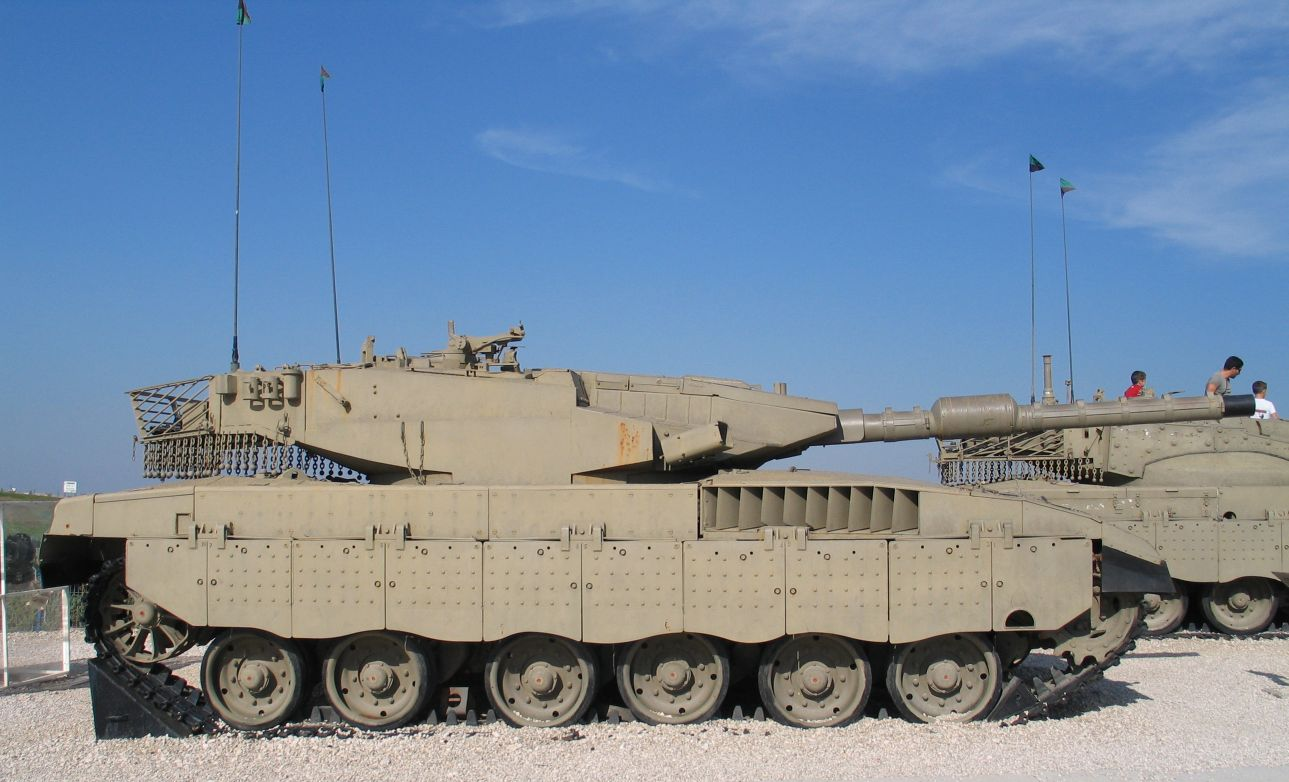
Egy Merkava 3 a Jad la-Sirjon-i múzeumban, jól látható különleges kialakítása és a torony hátuljára szerelt lánckötényezés

A Merkava harckocsi tervezésének főbb követelményei között a személyzet túlélésének maximalizálása és páncélzatának gyors harctéri javítása szerepelt. A harckocsi kialakítása is különleges, az erőátviteli rendszer és a motor előre került, ami többletvédelmet nyújt a személyzet számára frontális találat esetén, a páncélzat „hagyományos” hengerelt acél és a Chobham-páncél kombinálása, a modulrendszerű elemek cserélhetőek illetve bővíthetőek. A harckocsi belső tere is átalakítható, a jármű küzdőterének hátsó részében lehetőség van további 9 fő szállítására, így orvosi-mentő, műszaki-mentő és lövészpáncélos feladatokra is alkalmassá tehető. A Merkava különlegesen alacsony homlokprofilt mutat, tornya ék/lencse alakú, jó ballisztikai tulajdonságokkal rendelkezik és láncszemekből álló hátsó toronykötényezettel is ellátták. Fegyverzetét az arab-izraeli háborúk során szerzett tapasztalatok alapján alakították ki. A NATO szabványosított 105 mm-es, majd később 120 mm-es simacsövű ágyúja mellett egy 60 mm-es aknavetőt és bevetési profiltól függően 3, esetenként 4 géppuskát is felszerelnek a járművekre.

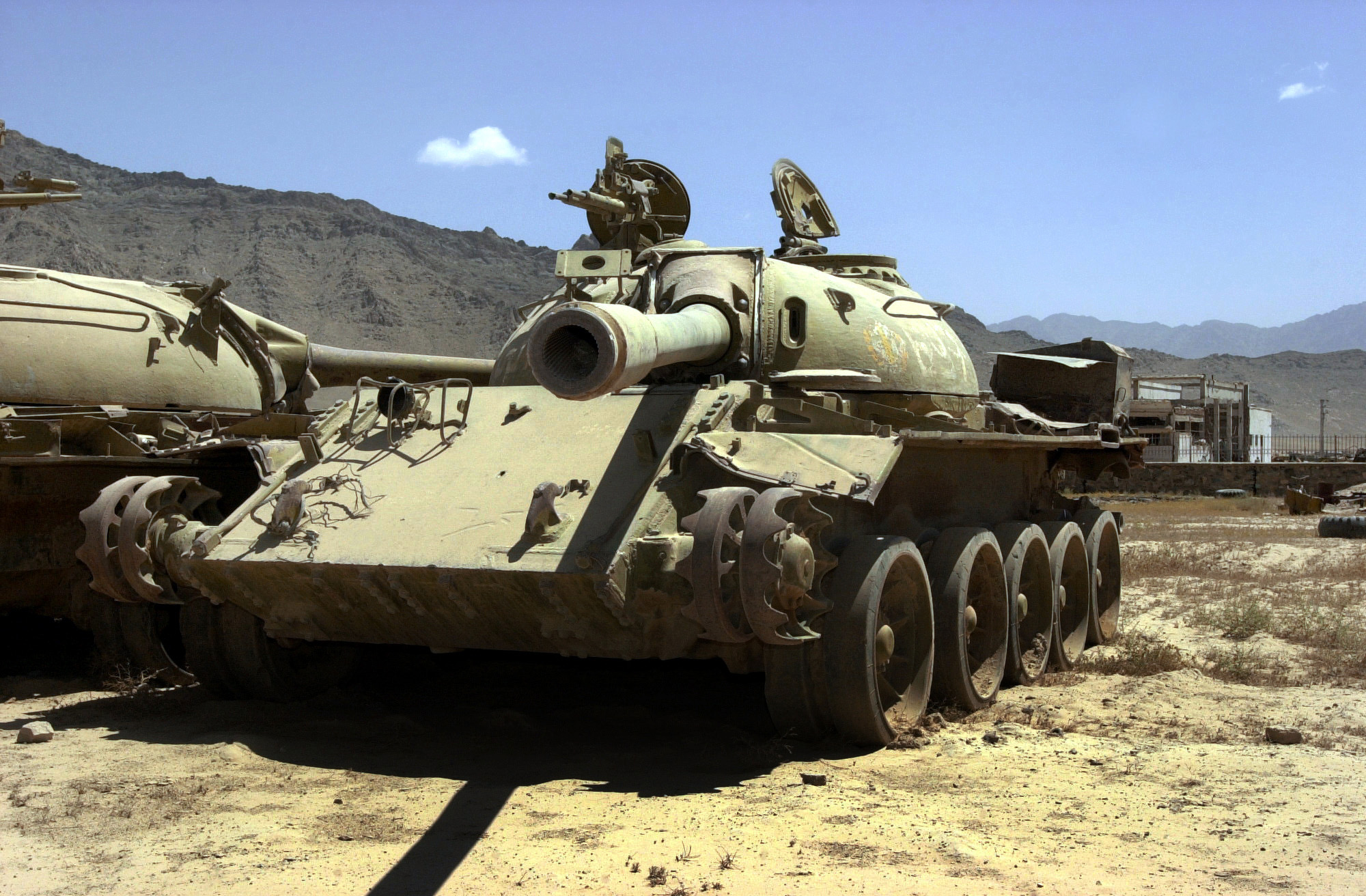
Két szovjet T–55 harckocsi roncsa a Bagram-i Légibázis közelében Afganisztánban. Az ország területeit még 20 év után is sok elpusztult harcjármű maradványa borítja

A harckocsik létjogosultságáról szóló viták egyik sarokpontjának tekinthető az 1979-1988-as afganisztáni szovjet beavatkozás, mivel a tálib ellenállóknak a harckocsik árának töredékért beszerezhető kézi páncéltörő fegyverekkel számos harcjárművet sikerült megsemmisíteniük. 1978-ban a Taraki-kormányzat bukásával elkezdődött a szovjet fegyveres erők közel tíz évig tartó, nagy számú áldozatot követelő megszállása. A szovjet hadsereg nagy arányban vonultatott fel harckocsikat és páncélozott harcjárműveket. Az afgán gerillák sok problémát okoztak a szovjet csapatoknak, telepített aknamezők, valamint aknacsapdák alkalmazásával, emellett számos házi-készítésű csapdát is készítettek tüzérségi lövedékek és egyéb robbanóanyagok felhasználásával, amiket a gyakran használt útvonalalakra telepítve robbantották fel az arra közlekedő harcjárműveket vagy ölték meg a jármű fedélzetén közlekedő személyzetet. Az afganisztáni háború területi feltételei sem kedveztek a harckocsik alkalmazásának, a szovjet katonák nagy többsége nem volt kiképezve a 3000–4000 méter magas hegyi körzetekben vívandó harcra, így a lövészcsapatok hathatós támogatását nem élvező harckocsik is sebezhetőbbekké váltak.

### Az öbölháború és utóhatásai

Amerikai M1A2 Abrams általános harckocsik az iraki Tall Afar város utcáin, 2006. február elején

A Szovjetunió összeomlását követő időszak eddigi legnagyobb fegyveres konfliktusaiban a legelső az 1991. január 16-án kirobbant öbölháború, amely a NATO fennállásának legelső fegyveres beavatkozása volt. A Kuvait felszabadításáért indított, ENSZ BT által jóváhagyott koalíciós hadműveletekben nagyarányú harckocsi-összevonások történtek, több nyugati harckocsitípust ekkor vetettek be először „éles” harccselekményekben (M1 Abrams, Challenger 1). Utóhatásaiként is értelmezhető az iraki háborúnak vagy második öbölháborúnak nevezett konfliktus, Irak 2003 óta tartó, az Egyesült Államok, Nagy-Britannia, a NATO és nemzetközi erők általi megszállása és az Új Iraki Hadsereg felépítése.

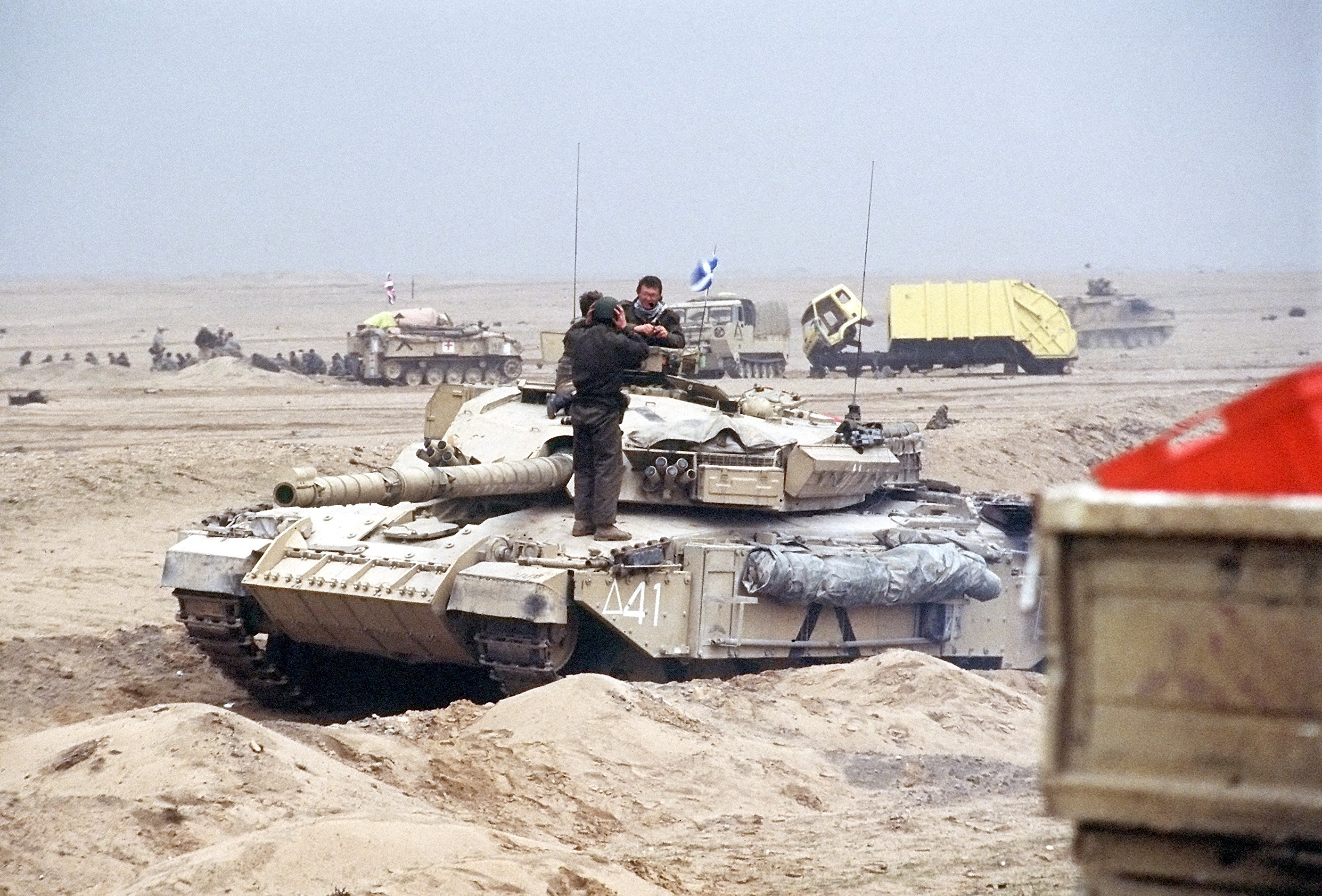
Egy brit Challenger 1 általános harckocsi a Baszra–Kuvaitváros autópálya mellett a Sivatagi Vihar hadművelet idején

A háborúk főbb harckocsitípusai az iraki oldalon szovjet T–54/T–55, T–59/T–69, T–62 és T–72 harckocsik voltak, melyek közül a legfejlettebb T–72M1 egyidős (1982) az amerikai M1 (1979) és a német Leopard 2A1 (1982) harckocsikkal. A koalíciós haderő a legmodernebb harckocsijai mellett a régebbi típusokat (AMX–30, M60A3, Chieftain) is sikerrel vetette be az iraki páncélos erőkkel szemben. A harckocsi-harckocsi harcok tapasztalatai alapján még ezen elavultabb járművek is sikeresen vették fel a harcot a T-72M ellen, különösen annak gyenge elektro-optikai felszereltsége miatt. A legkorszerűbb 105 mm-es APFSDS lőszerek ugyanis képesek átütni a T-72M1 főpáncélját.
A járművek csak kis részét látták el reaktív páncélzattal, nem kaptak szegényített urán lövedékeket és az „éjjellátó képességük” is korlátozott volt. Az iraki páncéloserők vereségét ezen tényezők mellett, a T–72-es harckocsik tervezésénél és alkalmazásánál alkotott filozófia okozta. A T–72 korának egyik legerősebb főfegyverzetével ellátott, tömegtámadásra kifejlesztett harckocsija volt, ezzel szemben védettsége gyenge a fejlett páncéltörő eszközökkel szemben. Továbbá szűk küzdőtere miatt ergonómiailag nem megfelelő, rossz és baleset-, valamint robbanásveszélyes lőszer-elrendezése miatt pedig közvetlen találat esetén rendre felrobbant. Így a T–72-est harcképtelenné tévő találatokat általában nem élte túl a személyzet, míg a találatot kapott nyugati harckocsik többsége javítható maradt.
14 M1A1 semmisült meg a harcokban, ebből 3 RPG-7 miatt, 5 löveg találat (ebből egy BMP-1 és egy T-72M1 azonosítható, mind február 26-án), 4 baráti tűz miatt, míg számos taposóakna és tüzérségi találat miatt megsérült járművet szándékosan lőttek szét, 9 került végleges veszteséglistára, a többi helyrehozható maradt. Ugyanakkor a járművek megbízhatósága rendkívül alacsony volt, átlagosan 200 mérföld alatt maradt a két hiba között megtett táv járművenként. Az Abrams, M60A3 és Challenger 1 harckocsik nagy előnyeinek egyike fejlett tűzvezető rendszereik megléte, melyek segítségével az iraki lövegek hatásos lőtávolságán kívül is tudták támadni az ellenséges erőket. Továbbá maradékfény-erősítéses és hőképalkotó eszközökkel kiegészített célzórendszereikkel képessé váltak éjszaka és rossz látási viszonyok között is leküzdeni az ellenséges célokat.
2003 után a Közel-keleti konfliktusokban főleg a kézi páncéltörő eszközök (RPG-7, Konkurs, Kornet) és IED bombák okoztak jelentős veszteségeket a harckocsizó csapatokban. Irakban 553 M1A1 és M1A2 harckocsi sérült meg olyannyira, hogy vissza kellett szállítani gyári nagyjavításra, vagy selejtezésre. Legalább 17 teljesen megsemmisült és 80 javíthatatlan állapotba került. Jellemzően az igen gyúlékony JP-8 üzemanyag okozta tüzek és nem a lőszerkészlet kigyulladása vezetett a járművek pusztulásához. Szíriában és Jemenben Milan, Kornet és TOW rakéták is pusztítottak el M1 harckocsikat, jelezve, hogy a jármű védettségének vannak hiányosságai.

## A harckocsik kialakítása
A harckocsitervezők álma egy olyan harcjármű létrehozása, mely egyesíti a hármas alapelvet: a jó páncélvédettséget, a tűzerőt és a nagy mozgékonyságot. A harckocsik megtervezése egy kompromisszumokkal járó folyamat, melyet a meghatározott feladat végrehajtásának követelményei, a fejlesztők technológiai felkészültsége és anyagi lehetőségeik határoznak meg. A harckocsik nagy szilárdságú erős fémből készült testtel rendelkeznek, ez legtöbbször acél- illetve alumínium ötvözet, modern kompozit páncélzatoknál műanyagok, kerámiák és nehézfémbetétek (ólom, urán stb.) is lehetnek. A harctéri érintkezés szabályainak megfelelően a harckocsikat erős fegyverzettel látják el, hogy képesek legyenek az ellenséges páncélosok harcképtelenné tételére, elpusztítására. A harckocsikat nagy teljesítményű motor hajtja és a lánctalpas futómű jó terepjáró képességet biztosít számukra. A harckocsik mérete nem növelhető a vasúti űrszelvénynél nagyobbra, össztömegük pedig nem haladhatja meg a 60–70 tonnát. Átlagosan a harckocsi tömegének 50–58% jut a páncélzatra, ennyiből kell a védelmet megvalósítani. A védelem növelése a páncélzat egyszerű vastagságnövelésével nem megoldható, ezért jelentek meg a rétegelt, „szendvics”-lemezek (egységnyi tömeg mellett nagyobb ellenállással rendelkeznek a homogén anyagokhoz képest, illetve egységnyi ellenállás mellett kisebb a tömegük).

### Páncéltest

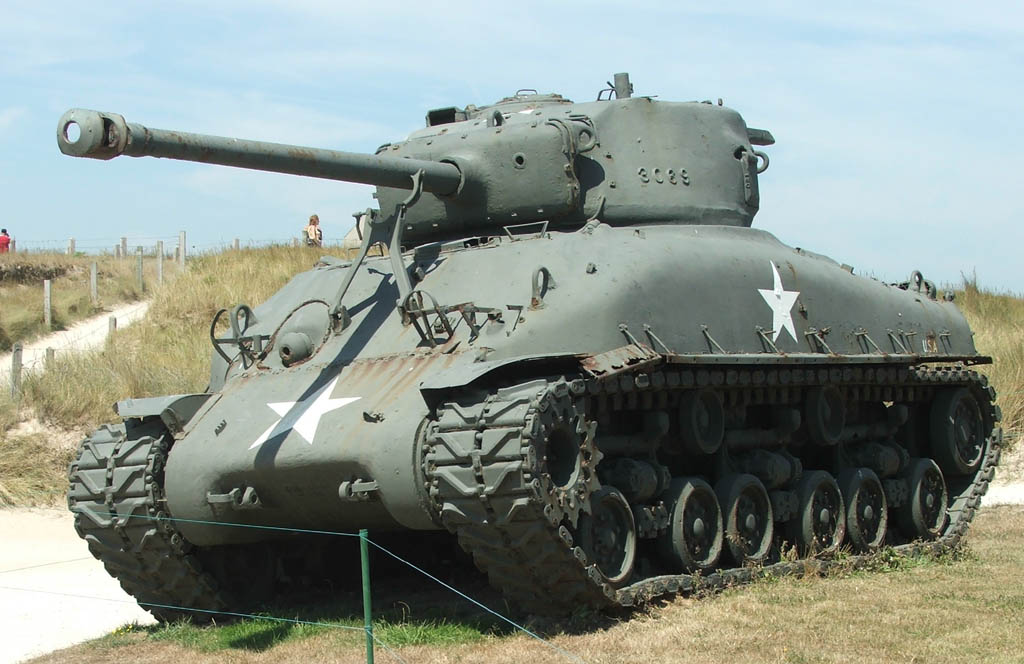
Ezen a M4A1(76) Sherman-en mindent öntési technikával készítettek, amit lehetett: alváz, torony, lövegpajzs stb., a jármű HVSS futóművű, a normandiai „Utah-partszakaszon” található

A páncéltest és a lövegtorony kialakítását az alkalmazott gyártástechnológiai eljárások alapján szokás megkülönböztetni. Kezdetben a hengerelt acéllemezeket szegecseléssel kapcsolták össze. Később az íveltebb részek kialakítására idomokra hengerelt lemezeket alkalmaztak és a szegecselést felváltotta a hegesztés. A bonyolultabb felületű ívelt elemeket rendszerint egy, vagy több darabból öntötték (pl. a Sherman hajtóműházát). A több darabból álló elemeket rendszerint csavarozták, vagy összehegesztették. Természetesen az elemekből készülő testek esetében a legnagyobb kötésszilárdságot hegesztéssel lehet elérni, az öntési eljárás viszont monolitikus elemek létrehozását teszi lehetővé (előnye a kedvező gyártássebesség, hátránya az egyes sorozatok adott helyen mért falvastagság-változásának nagy szórása). Fémöntési kultúrák magas fokát a szovjet és amerikai harckocsikon figyelhetjük meg (pl. T–34 és M4 Sherman). A különböző harckocsifejlesztő országok ipari felkészültsége nagyban befolyásolta ezen technológiák alkalmazását. A németek például már a PzKpfw I típusokon is alkalmazták a hengerelt lemezekből hegesztéssel összeállított alvázat, a britek pedig még a Cromwell-eken is alkalmaztak szegecseléses technikát. A páncéltestek másik osztályozási módszere az orr-rész kialakításának módja. Ezek szerint lehetnek függőleges páncélzatú, hajó, illetve ék alakú páncéltestek. A függőleges páncélzatot széles körben alkalmazták a második világháború középső időszakáig, de manapság már nem használják, mert nagy felületet mutat a harckocsiból és gyenge a lövedékálló képessége. A hajóorr-forma megdöntött páncéllemezekből áll, mely növeli becsapódási szöget, csökkentve a lövedék beékelődésének valószínűségét. Ez a gyártási forma bonyolult, főleg rétegelt páncélzatnál. A nagy dőlésszögű lemezekből kialakított ékforma növeli a lövedék lepattanásának esélyét a páncéltestről, gyártása egyszerűbb, főleg rétegelt páncélzat esetén. Ezt a páncél formát öntött és hegesztett harckocsitesteken is alkalmazzák. A harckocsitestben foglal helyet a járművezető és régebbi típusokban a rádiós is. Utóbbi kezelte a homlokpáncélra szerelt védőgéppuskát. Ennek megszüntetése után rendszerint a legénység 5 főről 4 főre csökkent.

### Lövegtorony

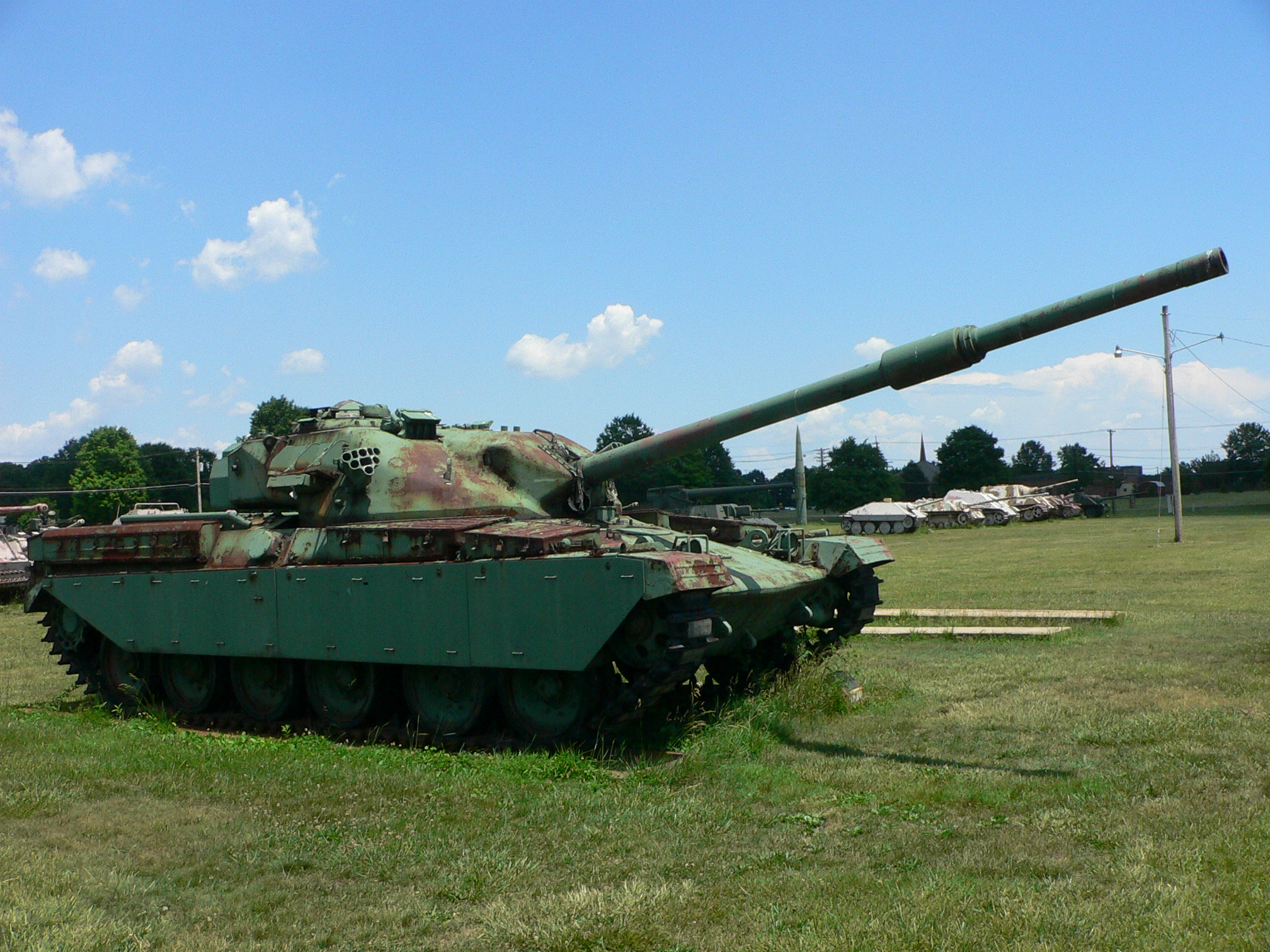
Egy brit Chieftain nehéz harckocsi hátrafelé nyújtott, bonyolult formájú öntött tornya; a jármű az Amerikai Hadsereg Aberdeen-i múzeumában látható, a háttérben német második világháborús rohamlövegek

Már a fejlődés korai szakaszában alapvető harckocsielem lett a lövegtorony, ami a főfegyverzet és kezelőszemélyzetének egy egységbe foglalását és védelmét is ellátja. Harckocsi („tank”) esetében mindig körbeforgatható, ellenkező esetben rohamlövegről beszélünk (utóbbit a benne alkalmazott lövegtípus szerint tovább osztályozzák). A tornyok formájuk szerint lehetnek hengeres, csonka-kúpos, lencse (vagy kupola) alakúak, vagy hátrafelé megnyújtottak. A hengeres vagy csonka-kúpos kialakítás igen népszerű volt egészen a második világháborúig, hengerelt lemezekből hegesztéssel, vagy szegecseléssel állították össze. Előnye a viszonylag nagy méretű küzdőtér, hátránya pedig a nagy célfelületet nyújtó páncéllapok voltak. A lencse alakú tornyokat öntötték, gyakorlatilag a ISZ–3 után fejlesztett szovjet harckocsikon kívül máshol nem alkalmazták. Előnyük a kis célfelület és a kedvező ballisztikus tulajdonságok, hátrányuk viszont a szűkös küzdőtér. A szintén öntött, de hátrafelé megnyújtott torony nagy súlyponti stabilitást biztosított a harckocsinak. Létrehozásának célja, hogy a járműtestben tárolt lőszerek egy részét a megnyújtott hátsó részbe málházzák, ezzel egyrészt nőtt a test belterének hasznos területe egyéb (elektronikai) eszközök számára, másrészt növelhető volt az ágyú tűzgyorsasága is, harmadrészt a test oldalról érkező találat esetén kevésbé volt robbanásveszélyes, mint szovjet társai. Ezt a formát alkalmazták többek között az amerikai M48 és M60 Patton harckocsikon is. Ennek a megnyújtott toronynak a létjogosultságát a gyakorlat igazolta, hiszen a réteges páncéllal rendelkező összes harckocsitorony ezen elvek alapján szerkesztődik. A tornyot általában a harckocsi hossztengelyében, a motortér előtt, de nem ritka, mikor a hossztengelytől kissé jobbra, vagy balra elhúzva helyezik el.

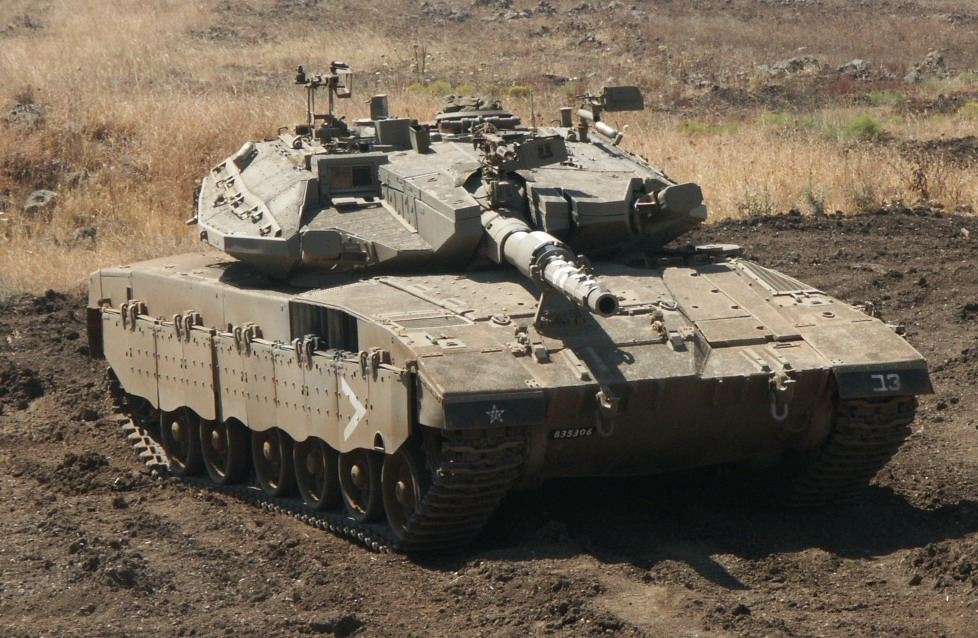
A Merkava 3 LIC jól demonstrálja a harckocsira szerelhető fegyverek és védőeszközök széles skáláját. Az izraeli hadsereg páncélosának fegyverzete egy 120 mm-es MG251/253 sima csövű harckocsiágyú, három 7,62 mm-es géppuska, egy 60 mm-es Soltam aknavető és ködgránátvetők

A toronyban kap helyet a harckocsi főfegyverzete (harckocsiágyú) és az azt kezelő személyzet. A harckocsik többségében itt helyezték el a kocsiparancsnokot, a fegyverirányzót (rövidebben irányzót) és a töltőkezelőt, automata töltőberendezéssel rendelkező típusokban (rendszerint a szovjet/orosz típusok) a töltőkezelőre nincs szükség (3, ill. 2 fő). A toronyban és a tornyon helyezik el a célzáshoz szükséges eszközöket és az azt segítő kiegészítő berendezéseket. Úgymint az irányzótávcsöveket, a távolságmérőket, a tűzvezető és megfigyelő berendezéseket, az éjszakai, ill. rossz látási viszonyokat javító eszközöket és a ködgránát vetőket. Elnyújtott, hosszú tornyokban hátul a löveghez javadalmazott lőszerkészlet egy részét is elhelyezik (a különböző típusú lőszereket ált. a bevetési profilnak megfelelően válogatják össze itt), illetve a parancsnok teljes munkatere is itt található, rendszerint a parancsnoki kupola alatt. A toronnyal vele egybeszerelt padlólemez is tartozik, amely a torony forgatása során együtt mozog vele. A torony kezelőszemélyzete így képes a leghatékonyabban elvégezni feladatát a jármű helyzetétől teljesen függetlenül (esetenként a parancsnoki munkahely a kupolával forgatható a toronytól függetlenül is). A modern harckocsik tornyába fejlett számítógépes és híradóeszközök teljes sorát építik be, ezzel válik a harckocsi komplex fegyverrendszerré.
Egyes kísérleti harckocsikban (pl. az amerikai RDT/LT és RDF/LF járművek Sheridan bázison, illetve az orosz T-14 Armata) a jármű teljes személyzete (2–3 fő) a testben foglal helyet és a torony távvezérléssel működtethető. Ezen fejlesztés célja a lehető legkisebb célfelületű és tömegű torony és a legalacsonyabb alváz kialakítása, ami nagyfokú automatizáltságot igényel (pl. az önműködő töltőberendezés). Ezen harckocsik a légi-mozgékonyságú csapatok számára ideális és nagy harcértékű eszközök lesznek, bár a fejlesztések az 1980-as évek elejétől csak a kísérleti példányok elkészítéséig jutottak, megrendeléseket nem kötöttek rájuk.

### Fegyverzet

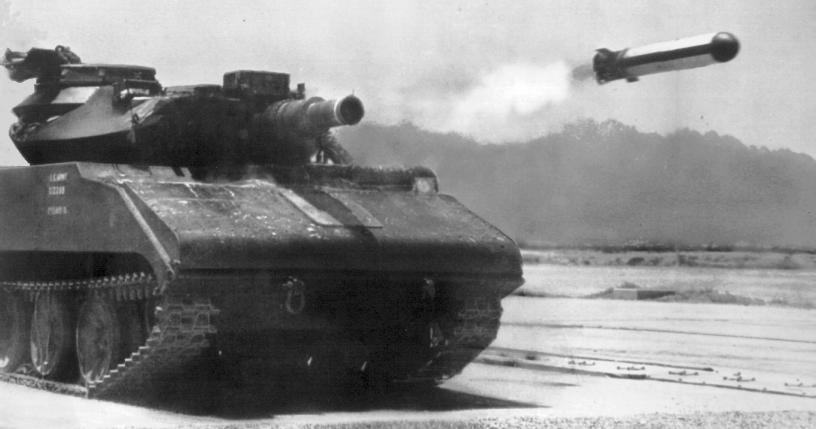
Egy amerikai XM551 kísérleti harckocsi MGM–51 Shillelagh irányított páncéltörő rakétát indít 152 mm-es rövid, sima csövű ágyújából, később ennek módosítása lett az M551 Sheridan

A harckocsik komplex fegyverrendszerek, a harctéri követelményeknek megfelelően, fegyverzetük az idők során folyamatosan változott. Fő fegyverzetük a harckocsiágyú, ez főként az ellenséges harckocsik pusztítására szolgál. A harckocsiágyúk folyamatos fejlődésen mentek keresztül, ez főként az űrméretet, a cső hosszát és az ágyú teljesítményét érintették. A változó harctéri követelményeknek megfelelően, a páncélos fegyverzetének képesnek kell lennie, különféle célok lekötésére és megsemmisítésére.
- Harckocsifegyverzet
  - Alapfegyverzet:
    - Csöves (harckocsiágyú, egy részükből rakéta is indítható!)
    - Rakéta
    - Kombinált

  - Segédfegyverzet:
    - Párhuzamosított géppuskák
    - Légvédelmi géppuskák
    - Géppisztolyok, gránátok
    - Jelzőrakéta-pisztoly

  - Kiegészítő fegyverzet:
    - Irányítható reaktív páncéltörő lövedékek
    - Lángszórók
    - Ködgránátvetők
    - Belövő géppuskák
    - Homlokgéppuska

#### Alapfegyverzet

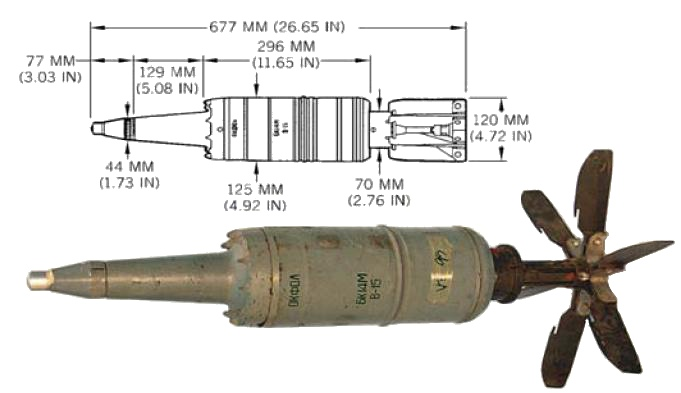
125 mm-es BK14M típusú kumulatív gránát repülési pozícióban és a csőben (rajz), a lövedék elején látható a piezoelektromos gyújtószerkezet

- Löveg: A huszadik század hadtörténetének meghatározó eleme a tüzérségi eszközök páncélozott harcjárműveken való alkalmazása volt. A harckocsiágyú (mint lövegfajta) a legáltalánosabban használt harckocsifegyver. A fejlődéstörténetben megtalálhatóak olyan korai járművek, melyeknél a páncélos oldalán elhelyezett lövegerkélybe (lásd. Mark I harckocsi) szerelték, de épültek olyanok is, amelyekben a homlokpáncélzatába, vagy a test tetejében (a svéd Stridsvagn 103) helyezték el ezeket. Mégis a legnagyobb harcászati értéke a körbeforgatható toronyba beépített harckocsiágyúnak van és éppen ezért a hivatalos nemzetközi és magyar definíció szerint csak ezt lehet harckocsinak nevezni. A legtöbb harckocsiágyú huzagolt csővel készült, de az 1950-es évektől, kezdetben a volt szovjet, később pedig több nyugati harckocsiban is sima csővel szerelték. Ennek oka abban áll, hogy erre az időre vált általánosan alkalmazottá az üreges töltetű, ún. kumulatív töltetű páncéltörő gránát (röviden kumulatív gránát), amely legnagyobb hatásfokát (átégetett lemezvastagságát) forgás nélküli becsapódás esetén éri el. Ehhez minden esetben stabilizáló szárnyakat szerelnek a lövedék végére, melyek a lövedék forgásmentességét biztosítják és ezzel a kumulatív sugár robbantás közbeni szétszóródását gátolva nő a robbanás hatóereje. A kumulatív hatás elvét az első világháborúban fedezték fel (Munroe hatás(wd)), de a gyakorlatban nem sikerült a rombolóerőt kellő mértékűre növelni. A matematikai modellt először Misnay József(wd) és Hubert Schardin(wd) írta le (Misnay–Schardin hatás(wd)).[37][38] Átütő sikereket a két háború között értek el, ettől függetlenül a második világháborúban alig, ténylegesen csak az azt követő időkben került széles körben alkalmazott lövedékké. A harckocsiágyúkat a második világháborúban kezdték ellátni a pörgettyű elvén működő hidraulikus lövegstabilizátorokkal, amelyek a menetből történő tűzmegnyitás találati valószínűségét növelik. A terepen végzett mozgás közben ugyanis a talaj egyenetlenségei és a gyakori – esetleg hirtelen – irányváltoztatások miatt az irányzó képtelen lenne a fegyvert a tüzelésig a célon tartani. Kezdetben csak a függőleges síkban alkalmazták a stabilizálást, később a lövegtorony forgatását is ellátták a rendszerrel. Ezek a giroszkóp szabadsági fokai szerint lehetnek két és három szabadsági fokúak. Kezdetben csak a 3 szabadsági fokú pörgettyűket alkalmazták a szögeltérés mérésére (vízszintes és függőleges síkban egyet-egyet), de a helyzetszabályozás finomsága érdekében szögsebesség-adóként 2 szabadsági fokú pörgettyűt is felszereltek (szintén 1-1 síkonként). A stabilizátor természetesen nem a célon tartja a fegyvert, csak a térbeni abszolút helyzetet tartja nagy pontossággal a páncéltest véletlenszerű mozgása ellenére. Álló harckocsi esetén még a föld forgásának hatását is kiküszöbölik. A harckocsiágyúk, annak ellenére, hogy nem erre tervezték őket, képessé tehetők közvetett irányzással végrehajtott tüzelésre is, a támogató tüzérség pótlására. Nagy emelkedési szöggel ugyan nem tudnak tüzelni, de lőtávolságuk nagy, és terepen a páncéltest állásszögének állításával akár a felső szögcsoportban is működhet. Saját irányzóeszközeit ekkor természetesen nem használhatja, de szükséghelyzetre a T-55 harckocsi csőfarán is elhelyezték a szintező negyedelő műszert, mellyel a cső állásszöge meghatározható. A nagy űrmérethosszú harckocsiágyúk egyes német típusait (pl. KwK 43) több részre bontották, hogy a harctéren könnyebben lehessen cserélni, de ezt az eljárást később sehol nem alkalmazták.

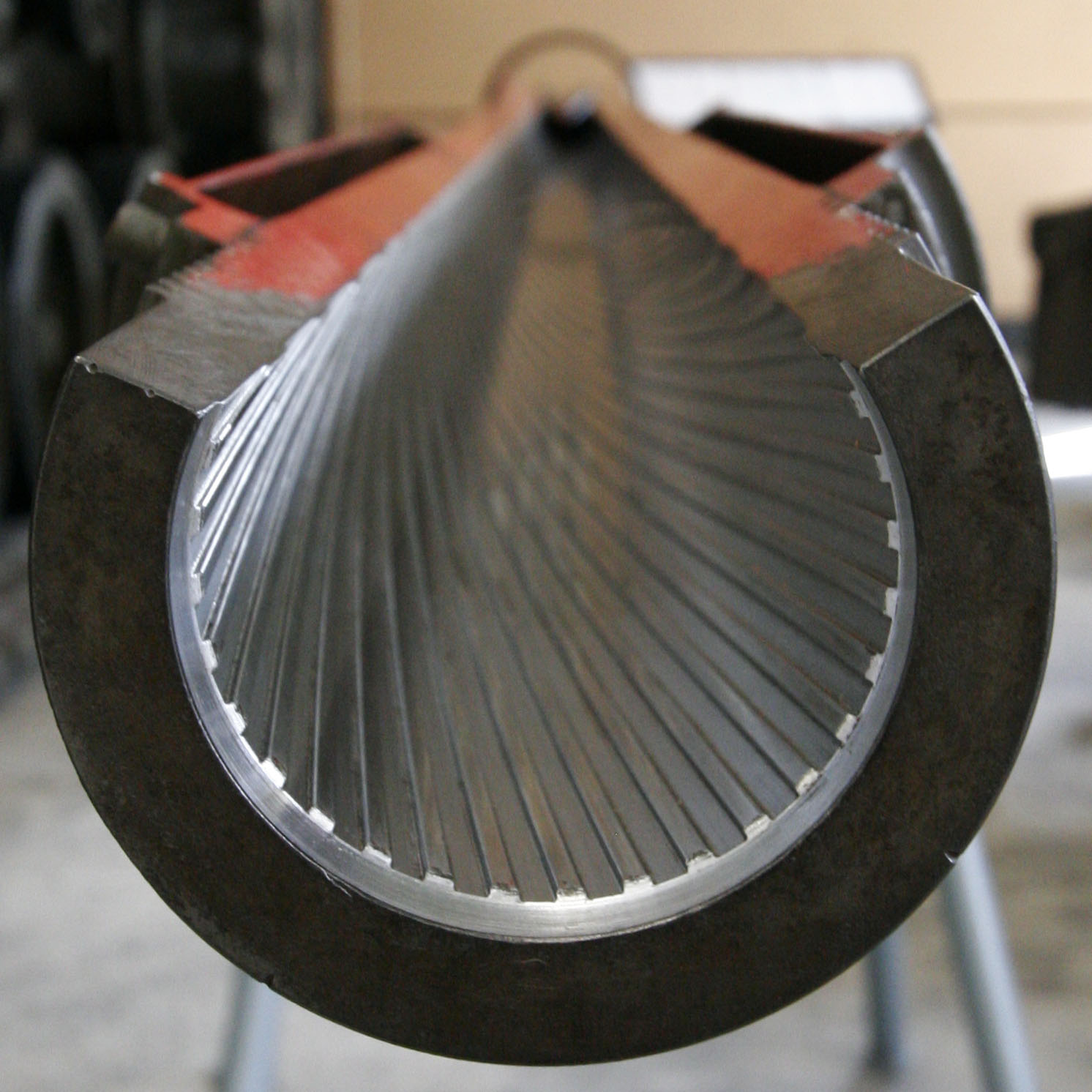
105 mm-es huzagolt harckocsilöveg hosszmetszete, elöl a csőtorkolattal

- Rakéta: A harckocsi által alkalmazható rakétafegyverek két nagyobb csoportba különíthetőek el: a páncélzatra telepített rakétavető rendszerek és a harckocsi főfegyveréből indítható rakéták (kombinált fegyverzet).
- Kombinált: kombinált fegyverzetű harckocsik fő fegyverzete gránátok illetve rakéták kilövésére is egyaránt alkalmas, ilyen például a 152 mm-es löveggel felszerelt, amerikai M551 Sheridan könnyű felderítő harckocsi, melyet a légideszant-műveletek támogatására fejlesztettek ki. A legtöbb korszerű harckocsi alkalmaz csőből indítható légvédelmi rakétákat, melyek főként föld-levegő kategóriájúak.

#### Harckocsilőszerek

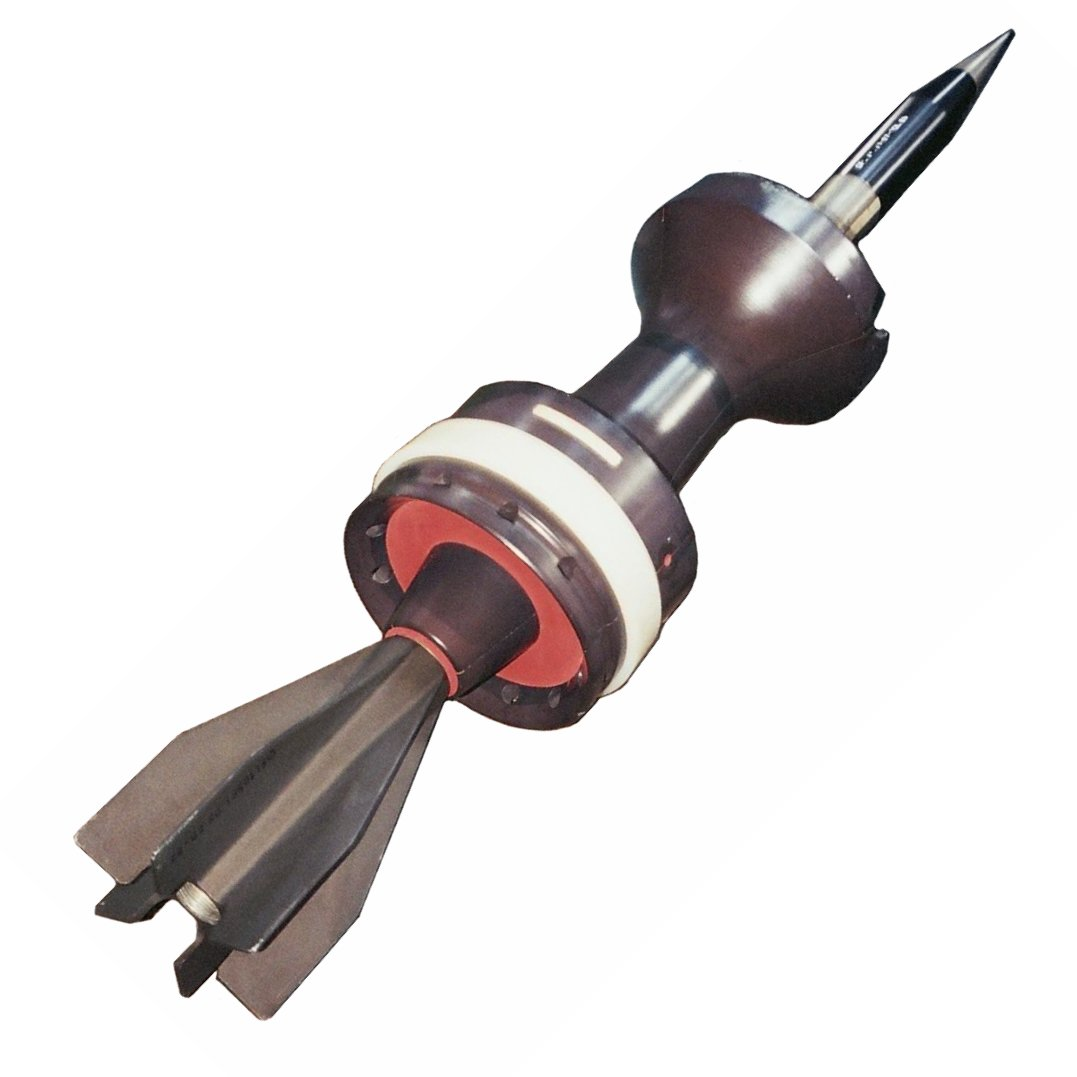
Űrméret alatti, leválóköpenyes, szárnystabilizált páncéltörő nyíllövedék

A harckocsik megsemmisítésének elsődleges módszere olyan lövedékek kifejlesztése volt, melyek elég nagy tömegűek és keménységűek az ellenség homogén páncélzatának átütésére (kinetikai energiával romboló lövedékek). Ez a tendencia a második világháborúban érte el csúcspontját, amikor a fejlődés iránya egyre nehezebb páncélzatú harckocsik és nagyobb űrméretű lövegek kifejlesztése felé mutatott. A háború során egymást váltották 37 és 47 mm-es, 50-es, 75-ös, majd 1944-re a 88 illetve 122 mm-es ágyúk. Akkoriban a harckocsik páncélzata és a gránátok döntően nagy keménységű acélból készültek. A lövedékek felépítése a tábori tüzérség által használtaktól csak kevéssé különbözött: kemény orr-rész a páncélzat átütésére és robbanótöltet. A harckocsik által használt lőszerfajták leggyakrabban egyesített típusúak, tehát a lövedék, a hajítótöltet (lőpor) és a csappantyúval felszerelt hüvely egy egységet alkot. Az elhasznált hüvelyek küzdőtérben való elhelyezése illetve eltávolítása mindig gondot okozott a harckocsi személyzetének. Erre legtöbbször egy málházó/lőszerürítő ajtót használnak a harckocsi egyes részén, ahol egyszerűen kidobják az ellőtt hüvelyeket. Ezt a problémát sok korszerű harckocsin elégő hüvelyű lőszerekkel oldották meg, ebben az esetben a hüvely – vagy annak nagyobbik része – a tűz kiváltásakor megsemmisül, ezért a későbbiekben nem kell vele foglalkozni. Más (szovjet) megoldás szerint a hüvelybe szerelt lőpor és a lövedék csak a töltényűrben válik lőszerré, egyébként külön tárolják a kocsiban. Ennek előnye a rövid hüvely, ami az önműködő töltőgép hüvelykivetését gyorsítja, hátránya viszont a bonyolultabb mechanikus megoldás.
A második világháborút követő fejlesztések fő célja a gránátok méreteinek csökkentése, a nagy sebesség és testsűrűség megtartása mellett. A harckocsi–harckocsi elleni harc jelenlegi leghatásosabb eszköze a Rheinmetall 120 mm-es ágyúból kilőhető űrméret alatti szárnystabilizált páncéltörő gránát (APFSDS, azaz Armor Piecering, Fin Stabilized Discardnig Sabot). A lövedék hosszú, vékony, kemény, fém nyílvesszőre hasonlít, anyaga nagy sűrűségű volfrám vagy az erőművi hulladékból újrahasznosított szegényített urán.
- Mozgási energiát hasznosító páncéltörő lövedékek
  - Páncéltörő lövedékek, gránátok: magas mozgási energiát felhasználó lövedékek, kemény fém maggal és legtöbbször puha fémorrheggyel, a páncél átütésének megkönnyítésére,
  - Űrméret alatti lövedékek: az űrméret alatti lövedékeknél páncélátütő rész kisebb mint a löveg űrmérete, a lövedék átütőerejének függvénye a nagy kezdősebesség és a találati szög. Kis becsapódási szögnél az átütő képesség jelentősen csökken, egy határszög alatt a lövedék gurulatot kaphat.[39]
    - Leválóköpenyes űrméret alatti lövedék (APDS),
    - Acélbetétes űrméret alatti lövedék,
    - Szárnystabilizált űrméret alatti lövedék (APFSDS),
- Kémiai energiát hasznosító páncéltörő lövedékek
  - Repeszromboló gránát
    - Hagyományos repeszromboló robbanólövedék (HE),
    - Nagy robbanóerejű rogyókúpos gránát (HESH), robbanás előtt szétterül a páncéllemezen és a robbanás erejével fémdarabokat robbant le a lemez belső felületéről, ahelyett hogy átütné azt,

  - Kumulatív gránát: a robbanótöltet formája a robbanást egy vékony, olvadt, fémnyalábbá koncentrálja, ami megnöveli a páncélzat-átütő képességét.

#### Segéd- és kiegészítő fegyverzet

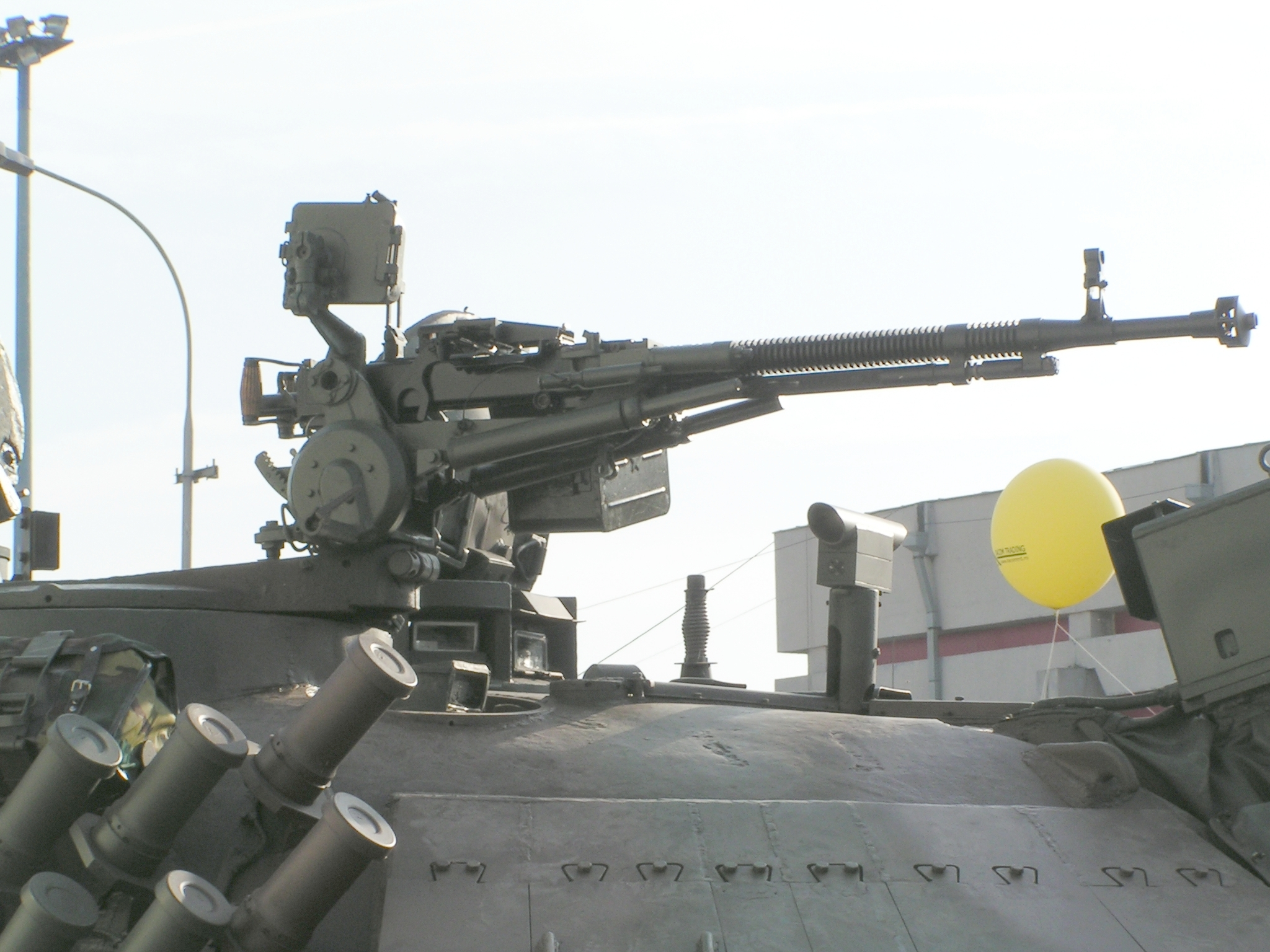
A Román hadsereg TR–85 harckocsijának 12,7 mm-es légvédelmi géppuskája, (a kép jobb alsó sarkában láthatók a járműre szerelt ködgránátvetők)

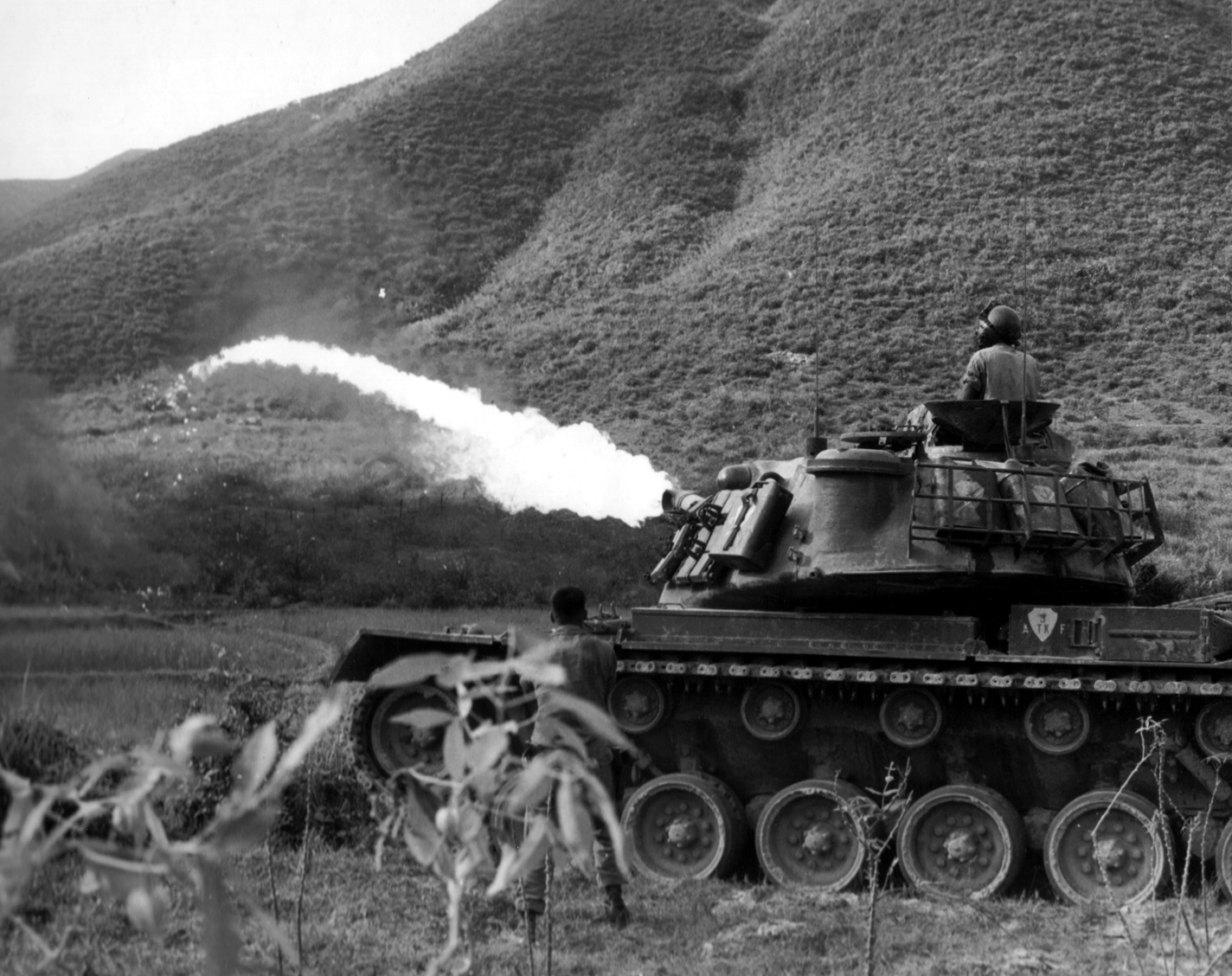
Az amerikai tengerészgyalogság M67-es harckocsija lángszórós támadást hajt végre Vietnámban

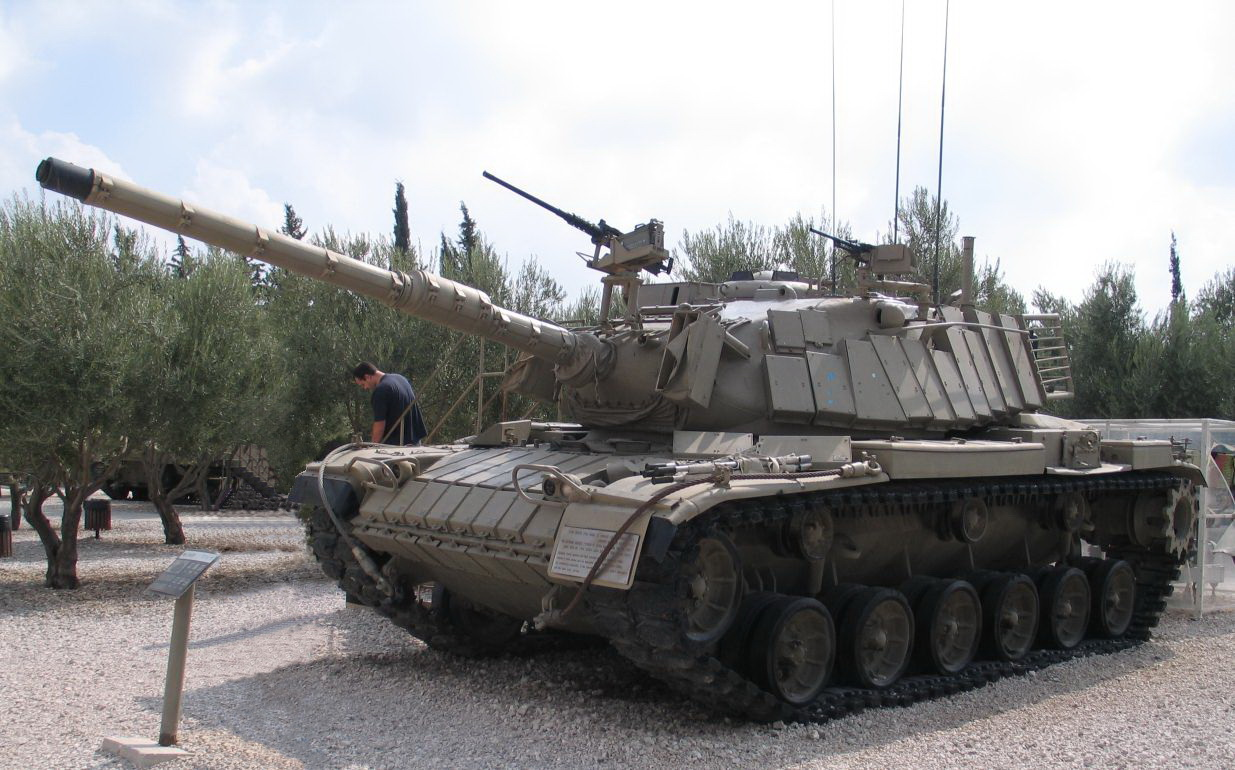
Az izraeli erők Magach 6 (átalakított M60A1 Patton) harckocsija, védelmét reaktív páncéllapokkal (ERA) növelték meg

- Segédfegyverzet: A harckocsik többségére a lövegen kívül másodlagos fegyverzetet is felszerelnek, hogy megnöveljék a jármű túlélési esélyeit a gyalogsági és a levegőből érkező támadásokkal szemben. Ennek céljából sokszor rögzítettek géppuskát a jármű homlokpáncélzatába, a toronytetőre, illetve a főfegyverrel párhuzamosítva. A torony tetejére szerelt géppuskát gyakran látják el kupolával vagy pajzzsal, illetve léteznek a torony belsejéből távirányítással használható változatok is. Egyes harckocsikat a szokványos 7,62 mm-es/12,7 mm-es géppuskákon kívül, erősebb 20 mm-es gépágyúval is felszerelnek (mint a francia AMX–30 és AMX–40), hogy a nem vagy gyengén páncélozott harcjárművek szélesebb skáláját tudják pusztítani. A harckocsik többségében elhelyeznek a személyzet számára egyéni lőfegyvereket és kézigránátokat is. Ezeket a kézifegyverek a harckocsi szűkös belső terének megfelelően kisméretűek, illetve a gépfegyvereket (géppisztoly, gépkarabély) legtöbbször behajtható válltámasszal látják el.
- Kiegészítő fegyverzet: A másodlagos fegyverek felhasználásának jó példája az izraeli Merkava harckocsi, melyet egy 60 mm-es aknavetővel is felszereltek, hogy az értékesebb 120 mm-es gránátokat főként ne élőerő ellen alkalmazzák. A lézeres célzóberendezések megjelenése előtt a löveggel párhuzamosítva egy könnyű géppuskát is felszereltek, a puska és az ágyú lövedékének röppályája közel egyező volt, hogy a puskát a cél belövésére lehessen használni. Néhány harckocsit (Pl a szovjet T-54) elláttak a páncéltestbe mereven beépített homlokgéppuskával is, amit csak a vezető működtethetett a botkormányba épített elsütőgombbal, mivel célzásra csak a páncéltest elfordításával volt lehetőség. Csak a közelharcban vehették hasznát, és az alkalmazás nagyon megnehezítette a kezelőszemélyzet többi tagjának tevékenységét (hirtelen irányváltoztatások), így nem terjedt el. Egyes harckocsikba a beásott illetve rejtőzködő gyalogság elleni harc eszközeként került lángszóró, ami a harckocsi közelharc-fegyverei közül az egyik leghatásosabb eszköz az élőerő pusztítására. A ködgránátvetők nem támadó, hanem taktikai védőfegyverek, melyek a harckocsi álcázását segítik elő álcázófüst létrehozásával. Ezek a füstök rendszerint hexaklór-etán (HC) alapúak, melyek összetételük révén nem engedik át a lézersugarak többségét, ezzel gátolva meg, hogy egyrészt az ellenséges harckocsi beirányozza, másrészt az indított irányított fegyvert rövid ideig (míg az át nem hatol a füstön) „megvakítsa”.

### Védelem
A harckocsik védettségének függvénye két alapvető tényező kombinációja: a mozgékonyságé és a páncélzaté. A harckocsi védelme sokféleképpen növelhető: a testre szerelt pótpáncéllapokkal, préselt műanyag, kerámia, alumínium páncélzattal, reaktív páncélzattal, a járműméret csökkentésével, alacsony profilú toronnyal és álcázással. A páncélzat és a védelmi rendszerek fejlődése értelemszerűen követi az egyre nagyobb hatékonyságú páncéltörő eszközök fejlődését is, mindemellett a kor harckocsijainak meg kell védenie a személyzetet a nukleáris, biológiai és vegyi fegyverek káros hatásai ellen is. Erre rendszerint túlnyomást hoznak létre a küzdőtérben és a beáramoltatott levegőt speciális szűrőkön keresztül megszűrik (hatásfoka és élettartama a szűrők állapotától függ).

#### Páncélzat
A harckocsik páncélzatát az 1970-es évekig hagyományosan öntött vagy hengerelt, nagy szakítószilárdságú acélból készítették. A páncélozottság mértéke és elhelyezése a harckocsitesten arra utal, hogy a tervezés során hogyan ítélték meg a találati kockázatokat. A páncél vastagsága a homlokpáncélzatokon (test és torony) a legvastagabb. A különleges kihívások, amit a különlegesen kialakított aknák és páncéltörő lövedékek jelentettek, a homlok- és a tetőpáncélzat rohamos növekedését vonták maguk után, ami a későbbi bonyolult moduláris, rétegelt/kompozit, passzív illetve aktív/reaktív páncélzatok kialakulásához vezettek. A páncélzat méretének növelése a megengedhető legnagyobb össztömeg elérése miatt nem megoldható, így a nagyerejű páncéltörő fegyverek megjelenésével párhuzamosan kifejlesztésre került egy, két vagy három rétegű kazamatás („szendvics”) páncélzat, amiben a rétegeket légrés választja el egymástól.

#### Passzív harckocsivédelem
A harckocsi sérülékenyebb részeit utólagosan felszerelt páncéllemezekkel, perforált lemezekkel, modernebb harckocsikon vastag gumilapokkal vagy láncsorokkal védik. Ezek az úgynevezett kötényezések, melyek a kumulatív gránát „elműködtetését”, azaz gyújtószerkezetének idő előtti beindítását szolgálják. Az így beindított gránát kumulatív sugarának energiája jelentősen lecsökken a főpáncélra érve. Ezt a megoldást széleskörűen alkalmazták a második világháborúban, főként a német és velük szövetséges harckocsicsapatok (pl. magyar). Ezen passzív védelmi rendszerek ellen a tandem robbanófejes kumulatív gránátok nagy hatékonysággal képesek áttörni: az első robbanófej a kötényezésen/pótpáncélon robban, majd az így keletkezett résen behatoló második pedig a főpáncélon fejti ki hatását.
A második világháború során 1942-től német részről alkalmazásra került az ún. zimmerit. Ez egy cementből, mészből, fűrészporból stb. összekevert szürkés színű kenhető anyag, amelyet a függőleges és ferde páncéllemezekre kentek kb. 4–5 cm vastagságban. A felhordást követően fogazott profilokkal mintákat húztak a felületbe, majd a megszilárdulást követően a jármű színeire festették (fújták). A zimmerit célja az ellenséges mágneses tapadóaknák hatástalanítása oly módon, hogy a bekent felületre szerelt aknákkal együtt leválva a felületről, az akna leessen a földre, továbbá valamelyest növelte a páncéltörő lövedékek gurulatra való hajlamát is. Alkalmazását 1944 tavaszától megtiltották, ugyanis tűzveszélyessége miatt sok német harcjármű vált a lángok martalékává.

#### Reaktív harckocsivédelem
A harckocsiknak további védelmet nyújthatnak a robbanó reaktív páncélzatok (Explosive Reactive Armour, ERA), amelyek a harckocsi külső páncélzatára szerelhető robbanóanyaggal töltött, rendszerint téglatestekből álló védelmi rendszer, amely a rájuk nyomást gyakorló lövedékre berobbannak és fém burkolóházuk geometriai kialakításánál fogva a lövedék érkezési irányával ellentétes irányban működnek. Rendszerint a kumulatív gránátok ellen alkalmazható nagy hatásfokkal, „elműködtetve” azok harci részét. Ezek kis költségű rendszerek, amelyek költséghatékony megoldást kínálnak a jelenleg rendszerben álló gyalogsági és légi páncéltörő fegyverek nyújtotta fenyegetéssel szemben. Ilyenek például az izraeli Magach-okra (az M60 héber neve) szerelt Blazer-rendszerek.

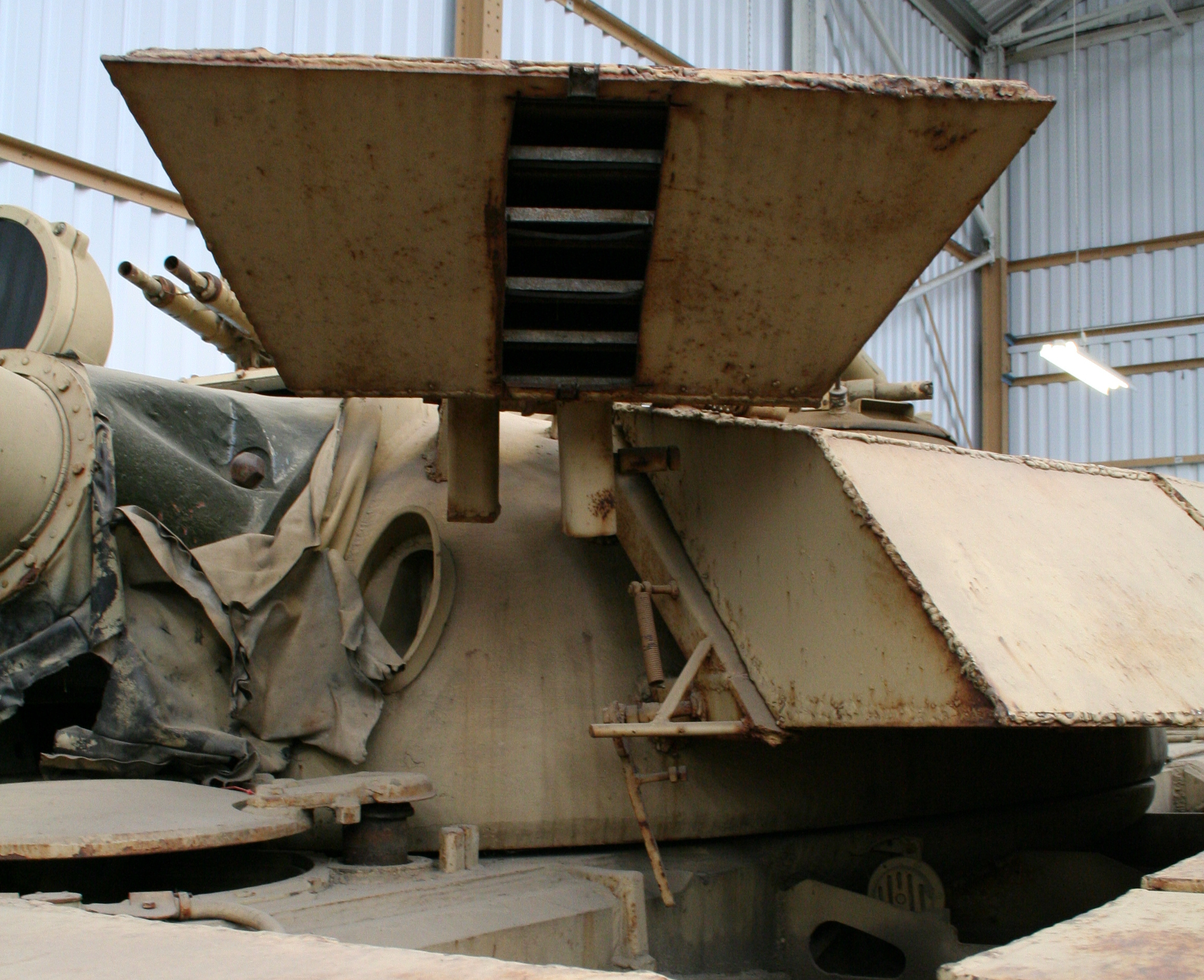
Iraki T-55 kiegészítő nemrobbanó-reaktív páncélzattal. A kép közepén láthatóak az üreges páncélzatba ágyazott NERA rétegek.

A legtöbb korszerű harckocsi védelméről reaktív védelem gondoskodik. A "nyugati" harckocsik az 1970-es években a Brit Hadsereg által kifejlesztett nemrobbanó-rekatív (NERA) kompozit páncélzatot a Burlinghton-rendszer és annak fejlesztett változatát a Dorchestert alkalmazzák, amelyet tévesen Chobham néven szoktak említeni a sajtóban. Ez olyan üreges páncél, melyben az üreget jellemzően 4-6 speciális ragasztási technikával és préseléssel összeállított szendvics rétegeiből álló szerkezet tölt ki. Az acél rétegek közé elasztomereket (eleinte nyers gumit) préseltek, amely találat esetén hasonlóan pusztítja a kumulatív sugarakat, mint a robbanó reaktív páncélzat, azonban robbanás helyett a gumi elpárolgásából képződő nyomás működteti, a kumulatív sugarak hatásfoka akár 90%-kal is csökkenthető. Fejlesztett változatában az elasztomerek helyett olyan speciális anyagokat használnak, amelyek ugyan hő hatására robbanóanyagként működnek, de a robbanás nem terjed tovább, azaz önszabályozó robbanó reaktív páncélzatként viselkednek (Self-Limiting Explosive Reactive Armour, SLERA). Léteznek még egyéb változatai is (Non-Energetic Reactive Armour, NERA), nem robbanó reaktív páncélzat (Non-explosive Reactive Armour, NxRA) és elektronikus reaktív páncélzat is.
NERA páncélzatot használó harckocsik: Leopard 2, M1, Leclerc, Merkava III és IV, Type10, C1 Ariete, T-72B, T-90 feltételezhetőleg: T-14.
A szovjet harckocsik reaktív védelemmel való ellátása a T-55 és T-62 harckocsik modernizációja során történt meg először. Ez a BDD páncél elasztomerbe illesztett acéllemezekből állt, működésének lényege, hogy a rugalmasan elmozduló fémlapok több energiát nyeltek el, mint a merev páncélok.

#### Aktív harckocsivédelem
Az aktív harckocsivédelem célja az ellenséges fegyverrendszerek célzásának és célbajutatásának megnehezítése illetve semlegesítése volt. A kor követelményeinek megfelelően az aktív védelmi rendszerek a levegőből illetve a földi egységek által indított vezetékes páncéltörő rakétafegyverek elleni védelem lett.
Az aktív védelem legrégibb és legegyszerűbb fajtái a ködgránátvetők és a harckocsi kipufogógázához adott ködképző anyagok (rendszerint üzemanyag) voltak. Ezen eszközök új generációját az infravörös tartományú és lézerbesugárzás-érzékelő rendszerek képezik, melyek aeroszol felhőt képeznek, ami megzavarja az ellenség lézeres, optikai és elektronoptikai célzórendszereinek sikeres használatát. Emellett léteznek infravörös és lézeres zavaróberendezések, amelyek képesek az infravörös illetve lézeres rávezetésű rakéták megtévesztésére, valamint keresőfejeiket nagy energiájú sugárral tönkre tenni. Az egyik zavaróberendezésre példa az orosz Sthora-1, ami két infralámpából áll. Ha a fedélzeti számítógép célkereső lézert észlel, a tornyot automatikusan a lézer forrása felé irányítja és bekapcsolja a lámpákat, így gyakorlatilag megvakítja az ellenséges számítógépet. Ezzel a felszereléssel az orosz T-90 sorozat és az orosz T-80UK van felszerelve.

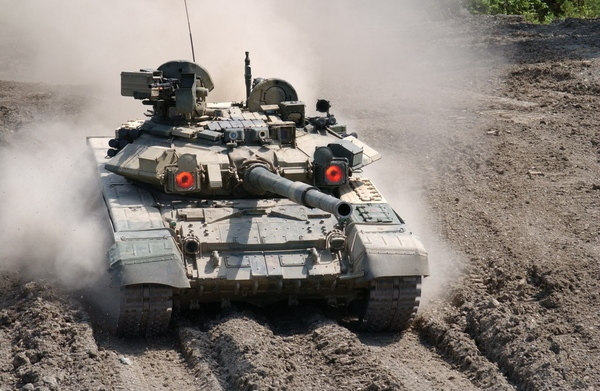
A Stora-1 infravörös lámpái az ágyú mellett foglalnak helyet, így olyan, mintha a harckocsinak „szemei” lennének

1983-ban megjelentek az első harckocsira telepített aktív rakétavédelmi rendszerek is. A sort a Drozd 1030M rendszer nyitotta, elemei: két-két rakétakonténer a torony oldalán, egyenként 2-2 db 107 mm-es ellenrakétával, felette egy-egy milliméter-hullámhosszon működő radar, valamint a torony hátulján helyet kapó vezérlő egység. A radar az ellenséges támadás érzékelése után elindít egy rakétát, ami felrobbanva a rakéta előtti területet repeszfelhővel borítja be és megsemmisíti a rakétát. A Drozd rendszertől eltérően az ARENA-rendszer, a harckocsin elhelyezett kazettákból indított repeszfelhővel semlegesíti a közeledő lövedéket, a töltet felrobbantásával kör alakú repeszmezőt hoz létre, amely megakadályozza a lövedék hatását azzal, hogy vagy felrobbantja, vagy a mozgási irányát megváltoztatja a röppályán. 2003-ban mutatták be az Abu-Dzabiban rendezett IDEX 2003 (International Defence Exhibition and Conference) kiállításon.
A reaktív és aktív rendszerek hátrányai közé tartozik, hogy szükségessé teszi a személyzet számára a teljesen zárt munkateret, és a töltetek működése során a támogató gyalogság, valamint a harckocsi érzékenyebb műszerei is sérüléseket szenvedhetnek.

### Mozgékonyság

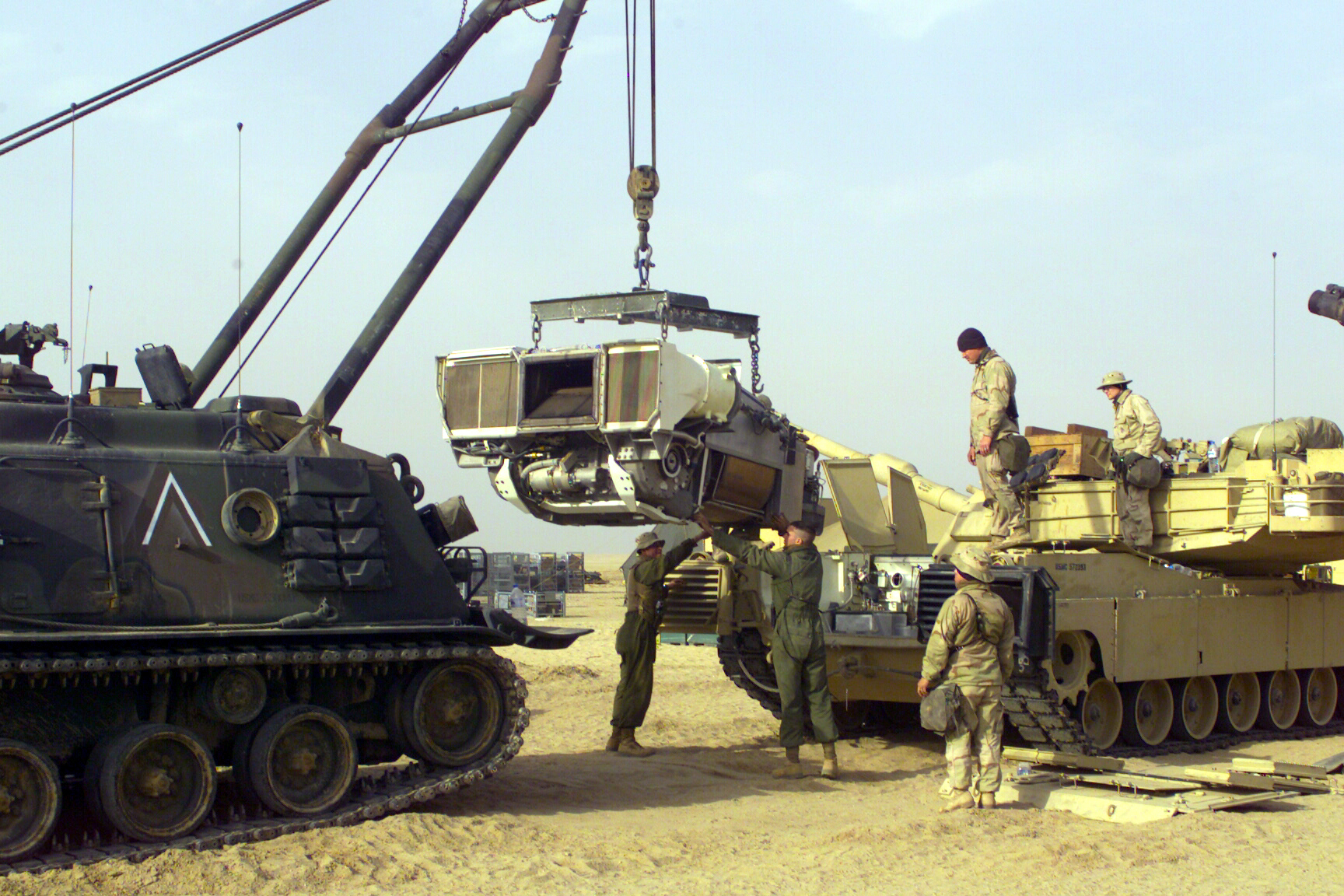
Egy M88 Hercules és személyzete motorcserét hajt végre egy M1 Abrams harckocsin

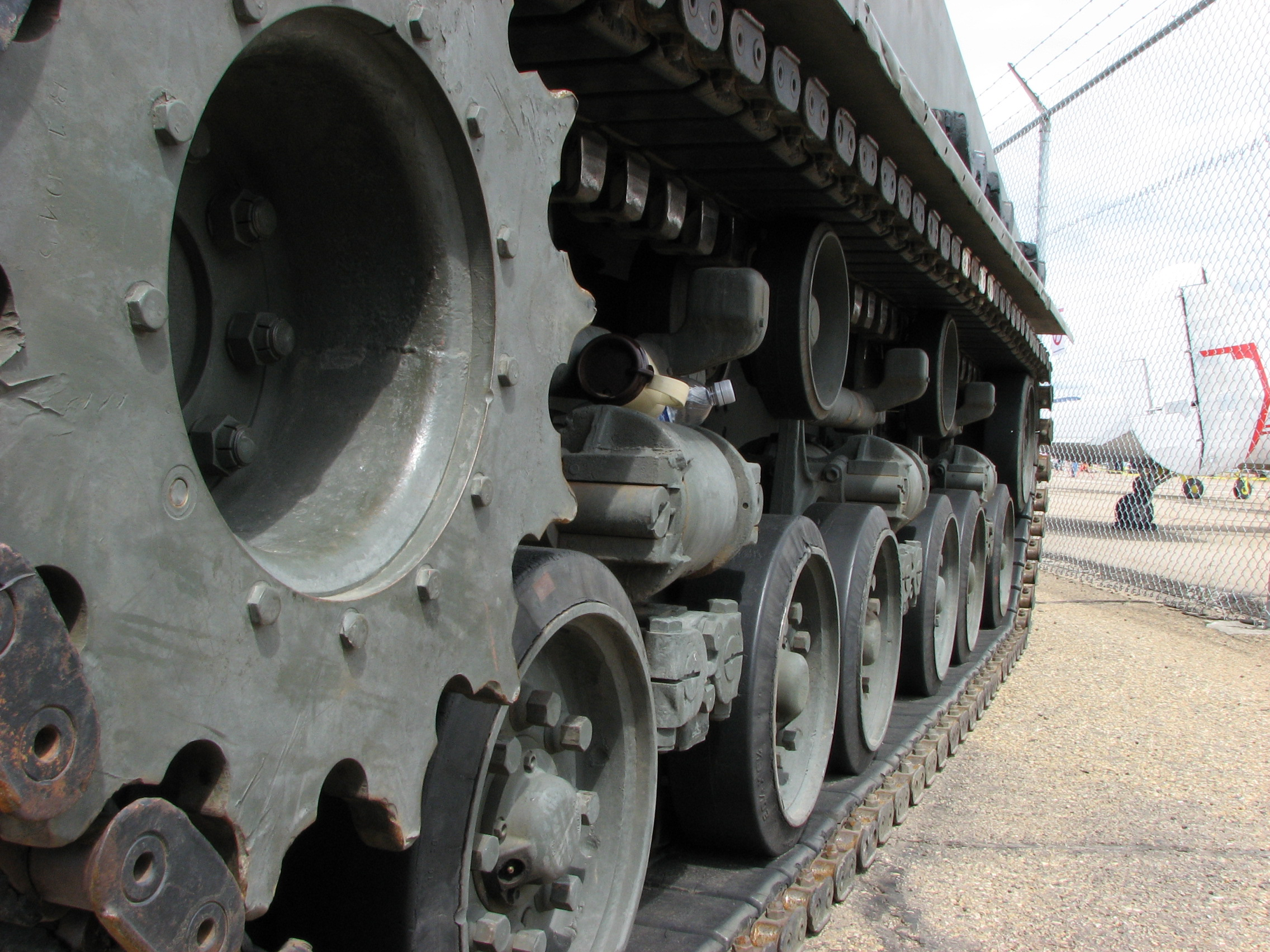
Egy M4 Sherman közepes harckocsi meghajtó lánckereke, lánctalpa és felfüggesztése (HVSS)

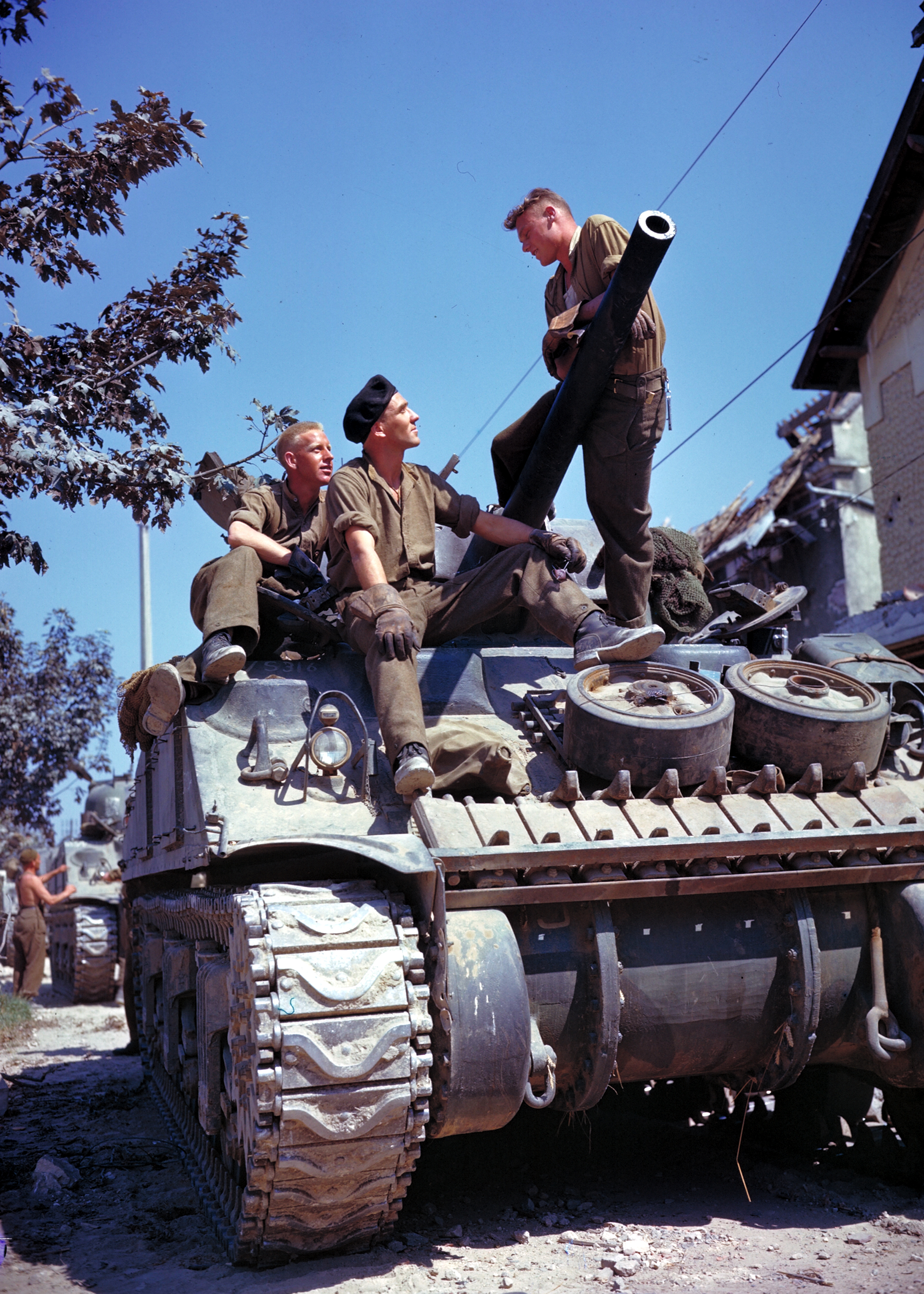
Egy kanadai M4-es személyzete pihenőt tart Vaucelles déli részén, Franciaországban, 1944 júniusában

A tűzerő és a páncélvédettség mellett a harckocsi legfőbb tulajdonsága a mozgékonyság. Ez biztosítja túlélését a harctéren és meghatározza sebességét, terepjáró képességét és tüzelőanyag feltöltési szükségletét (hatótávolságát). A harcmezőn a harckocsi mozgékonyságát a harcászati, a harcmezőn történő mozgás közepes sebessége és a hadászati vagy stratégiai mozgékonyság, azaz egyik helyről a másikra való áttelepülés közepes sebessége határozza meg. A harckocsi mozgékonyságának két meghatározó eleme az erőforrás, azaz a motor és futómű. A fejlett erőátviteli rendszer és a rövid idejű gyorsulás növelik a harckocsi túlélőképességét.

#### Meghajtás
A motor üzemanyag-felhasználásának gazdaságosságától és a harckocsiban tárolható tüzelőanyag mennyiségétől függ a harckocsi hatótávolsága. A motor legfontosabb jellemzői a térfogat–teljesítmény arány, a lehető legkisebb össztömeg, jó kiegyensúlyozottság, egyenletes járás, a motorfék és a motor jó elhelyezése a motortérben az erőátvitel szempontjából. Ezek mellett meg kell felelnie a könnyű gyárthatóság, beépíthetőség és javíthatóság feltételeinek is. A motor munkafolyamatának követelményei a jó gyorsulóképesség, a minimális levegő-felhasználás, a minimális hőveszteség, és a kipufogó gáz és hőkibocsátásának csökkentése, ami csökkenti a hőképalkotó felderítő- és irányzóeszközök okozta fenyegetést.
A dízelmotorral felszerelt harckocsik hatótávolsága – a kisebb tüzelőanyag fogyasztás és a dízel üzemanyag nagyobb sűrűségének következtében – nagyobb mint a hagyományos karburátoros motorral felszerelt páncélosoké. A legtöbb modern harckocsiba dugattyús dízelmotort, vagy gázturbinát építenek. Az állandó harckészültség fenntartása is különleges igényeket támaszt a harckocsimotorokkal szemben. Ilyenek a hosszú élettartam, a könnyű indíthatóság alacsony hőmérsékleten is, működőképesség különböző éghajlati viszonyok között, valamint a minimális technikai kiszolgálási igény.

#### Lánctalpak
A lánctalp nagyméretű moduláris elemek végtelenített összekapcsolódásából jön létre. Lehetnek osztott vagy osztatlan szerkezetűek, a tagokat csapokkal kapcsolják össze. A lánctalpak célja, hogy a futógörgők által koncentráltan átadott terheléseket megoszló, felületi terhelésként adják át a talajnak, vagyis hogy csökkentsék a talajnyomást. A lánctalpakkal felszerelt jármű nagyobb járóképességgel rendelkezik a laza, puha talajon, havon, sárban, mint gumikerekes társai. A második világháború után gyártott lánctalpas harckocsik fordulóköre jóval kisebb a gumikerekes harcjárművekénél, képesek a sarkon fordulásra is, amikor az egyik lánctalpat befékezi, míg a másik forog, vagy a helyben megfordulásra, amikor az egyik lánctalp előre, a másik pedig hátra felé forog. Emellett a lánctalpas meghajtás kevesebb helyet igényel, mint összkerékhajtásos járműveké, azonban műúton lassabb és alapvetően hangosabb is, mint a gumikerekes harcjárművek, valamint a láncszemek a talajjal érintkezve nagyobb kopásnak, illetve korróziónak vannak kitéve, mint a gumikerekek. Anyaguk rendszerint nagy keménységű (általában króm–nikkel) fémötvözet. Műúton való haladásuk megkönnyítésére – főként a nyugati lánctalpas harcjárművekhez – gumibetéteket szerelnek fel a lánctagokra. A második világháború német közepes harckocsijaira ún. Ostkette (magyarul keleti lánc) lánctalpszélesítő karmokat fejlesztettek ki, hogy hatékonyabban tudjanak haladni a hóval borított, ill. felázott szovjet utakon.
A lánctalpak első valós harci alkalmazása az első világháborúban kezdődött. Ezek az amerikai gyártmányú Bullock valamint Holt traktor mezőgazdasági hernyótalpas járművek voltak, amiket a brit tüzérség a lövegek vontatására használt. A harci igényeknek megfelelően a lánctalpat 1916-ban adaptálták, az első igazi lánctalpas jármű, a „tank” létrehozásakor. A Mother harckocsi egész testén körbefutó lánctalpakkal rendelkezett, mellyel képes volt a teljes páncélzat és fegyverzet mozgatására nehéz terepen is.
A lánctalpak védelmét, a legtöbb modern harckocsin további páncéllemezek felerősítésével, úgynevezett kötényezéssel is megerősítik. Ezek a páncéllemezek lehetnek rögzített vagy moduláris elemek, a második világháború során készítettek perforált kivitelben is, a súly csökkentése céljából, ellenállóképessége a kumulatív lövedékekkel szemben nem bizonyult megfelelőnek.

## Speciális harckocsik
- Műszaki, mentő járművek – Számos harckocsi típust felhasználnak különböző páncélozott műszaki-mentő feladatkörű járművek kialakítására, ez gazdaságos megoldás a gyártás szempontjából. Ezeket a páncélosokat legtöbbször „megfosztják” fő fegyverzetüktől, a toronyra vagy a torony helyére rendszerint emelő szerkezetet, gémet, markolókanalat vagy műszaki eszközt építenek. A járműre rendszerint csörlőt és tolólapot is rögzítenek, a megsérült harckocsik kivontatásához a harctérről és az akadályok megszüntetéséhez.
- Átjárónyitó harckocsik – Átjárónyitó harckocsikat az aknamezők gyors megtisztítására használják. A jármű elejére körbeforgó villás karokat vagy nehéz fémláncokat erősítenek, vagy nehéz aknataposó hengereket szerelnek fel, hogy felrobbantsák az aknákat, de ez kijátszható olyan gyújtószerkezettel, amely csak a második nyomásra robban fel, vagy a mentesítés várható irányába 2-4 méterre kihelyezett gyújtót használva, amely működésbe hozza ugyan az aknát, de az már az átjárónyitó eszközt semmisíti meg, így lezárva a már megtisztított sávot. Ezért ilyen esetben célszerűbb aknafordító ekét használni, ami a folyosó két oldalára fordítja ki az aknákat. Ha a harckocsi a gyalogság számára tisztítja meg a területet, sokszor olaj csíkkal jelöli meg az útvonalat.
- Hídvető járművek – A harctéri akadályok áthidalására harckocsikat alakítanak ki szétnyitható hidak vagy mobil hídelemek hordozására, és az ezekből épített hídon szinte bármilyen jármű biztonsággal átkelhet bármilyen vízen vagy árkon.
- Speciális fegyverzet – A harckocsikat kis mennyiségben nem szokványos fegyverzettel is felszerelhetik, speciális feladatok végrehajtására. Sok harckocsit szereltek fel lángszóróval a beásott gyalogság ellen, vagy nehéz páncéltörő, romboló lövedékek kilövésére alkalmas fegyverekkel bunkerek vagy műszaki akadályok megsemmisítésére. Páncélosok alvázát sokszor felhasználják mobil légvédelmi rendszerek, önjáró lövegek, lövészpáncélosok alapjaként.

## Személyzet
Egy harckocsi maximális hatékonyságának feltétele a megfelelően kiképzett és felkészült személyzet. A hiányos kiképzés és a rutin hiánya könnyen okozhatja egy fejlettebb harckocsi pusztulását is, egy gyengébbel szemben. A harckocsik személyzete hagyományosan férfiakból áll, eltekintve néhány kivételtől, mint a második világháborús szovjet harckocsizónők vagy az izraeli női kiképzőszemélyzet, bár számuk a hadseregekben egyre növekvő tendenciákat mutatnak. A személyzet hagyományosan négy főből áll, egy-egy személy munkája felváltható a megfelelő technika alkalmazásával, mint például az automata töltőrendszer. A modern kor harckocsizói teljesen „steril”, a külvilágtól hermetikusan elzárt térben teljesítenek szolgálatot, a harci körülmények között a nap 24 órájában a harckocsi belsejében dolgoznak, alszanak, végzik szükségleteiket.
A második világháborút követően mind a NATO, mind a Varsói Szerződés páncélos erői nagy hangsúlyt fektettek a személyzet kiképzésére és folyamatosan magas készültségi szinten tartására. A költséges hadgyakorlatok során elszenvedett károk, elhasznált anyagok és az amortizáció mérséklésére, előtérbe került a harckocsizók statikus kiképzése, ami tantermi-szimulátoros oktatást jelent. A páncélos iskolákban tűzkiképző szimulátorokat és torony nélküli vezető kiképző harckocsikat állítottak fel. A harckocsikba szerelt számítástechnikai eszközök fejlődésének következménye, hogy a személyzet akár a harckocsi támaszpontján is képesek a gyakorlatozásra, a rendszerek folyamatos tesztelésére, akár harci helyzet stimulálására is, úgy, hogy a hangárt sem kell elhagyniuk.

## Harckocsielhárítás

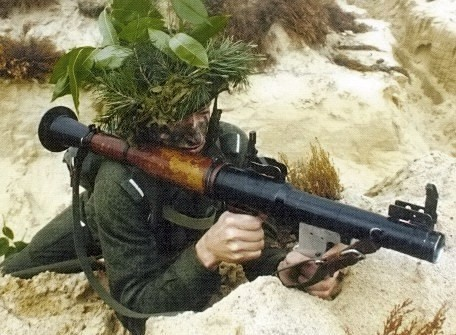
Gyalogos katona RPG–7 gránátvetővel, a gránát páncélátütő képessége akár 500 mm is lehet

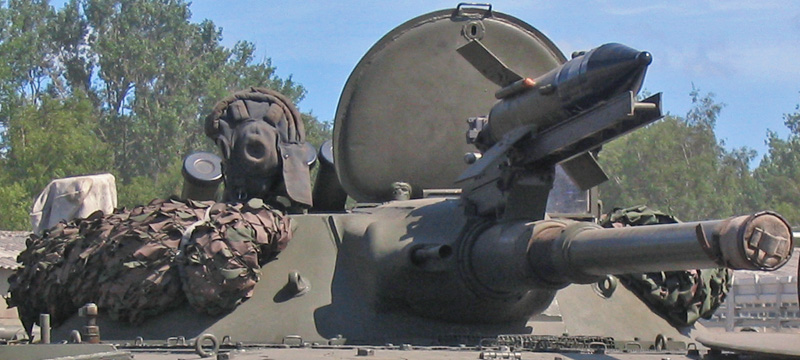
BMP–1 gyalogsági harcjárműre telepített 9M14 Maljutka irányított páncéltörő rakéta

A harckocsik masszivitásuk, erős fegyverzetük és nagy pusztítóerejük ellenére rendkívül sebezhetőek, az idők során a harckocsik képezte veszély elhárítására rendkívül sokrétű fegyverzet és taktika alakult ki. A harckocsi veszélyforrásai a gyalogság, a tüzérség, a légierő és a telepített fegyverek és földi védművek által gyakorolt páncélelhárító tevékenység. A harckocsielhárító tevékenység főbb területei a harckocsi mozgásának megakadályozása, fegyverzetének megbénítása és a páncélos megsemmisítése.

### Gyalogság
A gyalogsági támogatás nélkül bevetett harckocsik rendkívül sebezhetővé válnak a lesből vagy városi környezetben támadó gyalogos katonákkal szemben. A páncélos leggyengébben védett részei a lánctalpak, melyek megrongálásával mozgásképtelenné válik a jármű, a motortér gyengén páncélozott része, a torony és a búvónyílások. A városi környezetben bevetett harckocsik fegyverzete legtöbbször nem megfelelő gyorsaságú a véletlenszerűen felbukkanó gyalogos egységekkel szemben, és a jármű méreteiből adódóan holttér is keletkezik, ahol már a fegyverzet nem használható. A gyalogság által használt harckocsielhárító eszközök lehetnek rögtönzött robbanó, vagy speciális harckocsielhárító fegyverek. Ilyenek a benzines gyújtópalack (Molotov-koktél), összekötözött kézigránátok, vagy tankelhárító aknák/gránátok, kézi páncéltörő gránátvetők (pl. RPG-k).

### Tüzérség
A páncéltörő ágyúk olyan tüzérségi eszközök, melyeket speciálisan a páncélozott harcjárművek megsemmisítésére fejlesztettek ki. Az első világháborúban a tábori tüzérség feladata volt a harckocsielhárítás, a második világháború után ez a feladatkör a gyalogság és a páncélos egységek feladata lett, mára már nem számít tüzérségi feladatnak. A kezdeti páncéltörő ágyúk az űrméret és a cső hosszának növelésével fokozták a lövedék átütő képességét. A második világháborúban használt leghíresebb páncéltörő löveg a német 88 mm-es FlaK légvédelmi ágyú volt, de remekül bevált páncéltörő szerepkörben is, és több kiváló harckocsiágyú alapváltozata volt. A vontatott páncéltörő ágyúkat a nyugati hadseregekben viszonylag gyorsan felváltották önjáró tüzérségi eszközökkel, de a Varsói Szerződés államaiban és néhány ország haderejében sokáig rendszerben maradtak. A gyalogsági páncélozott harcjárművek elterjedésével megnőtt az igény a mobil páncéltörő rakétarendszerek fejlesztésére.

### Légierő

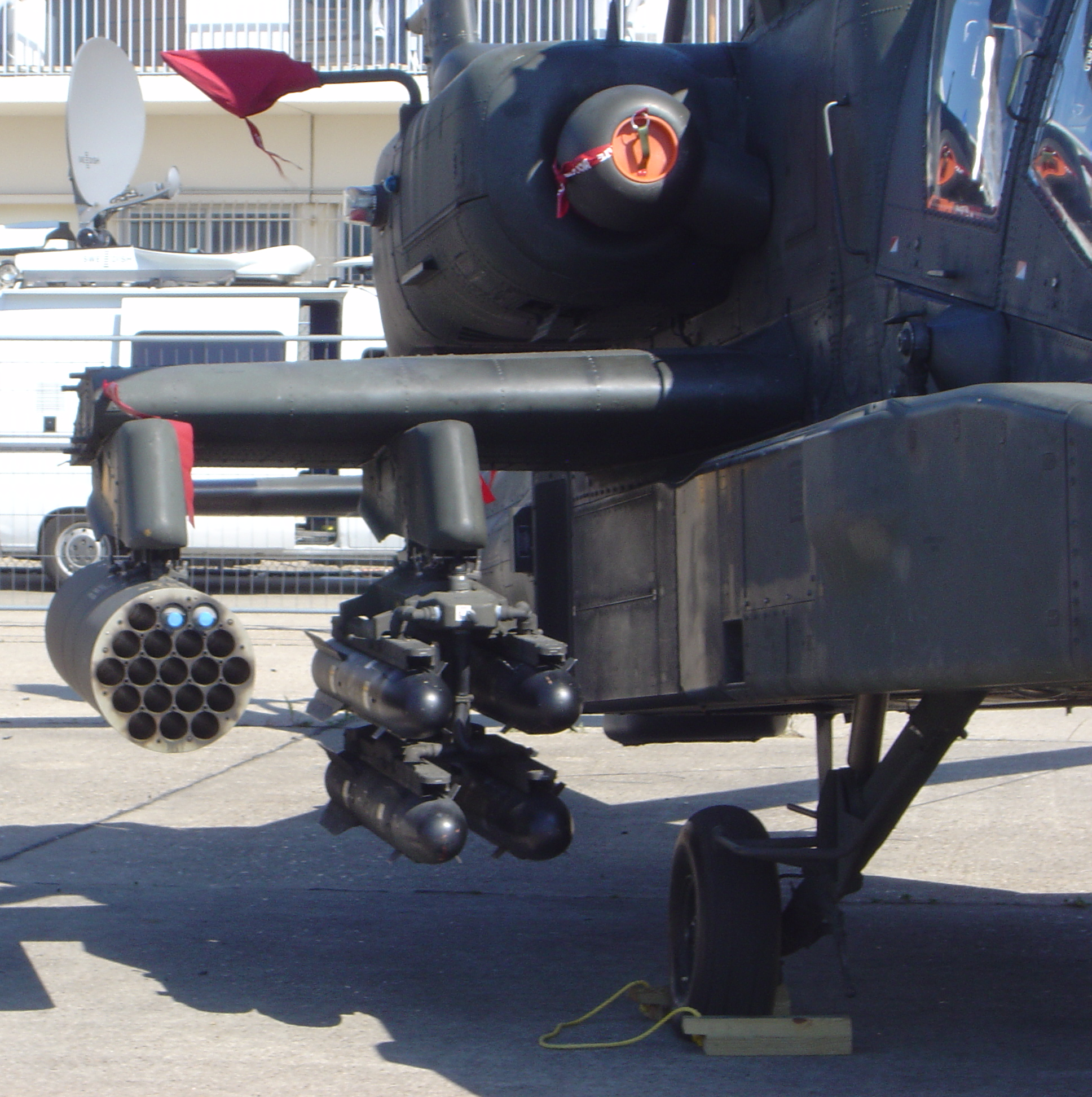
AH–64 Apache helikopter Hydra 70 és AGM–114 Hellfire páncéltörő rakétái

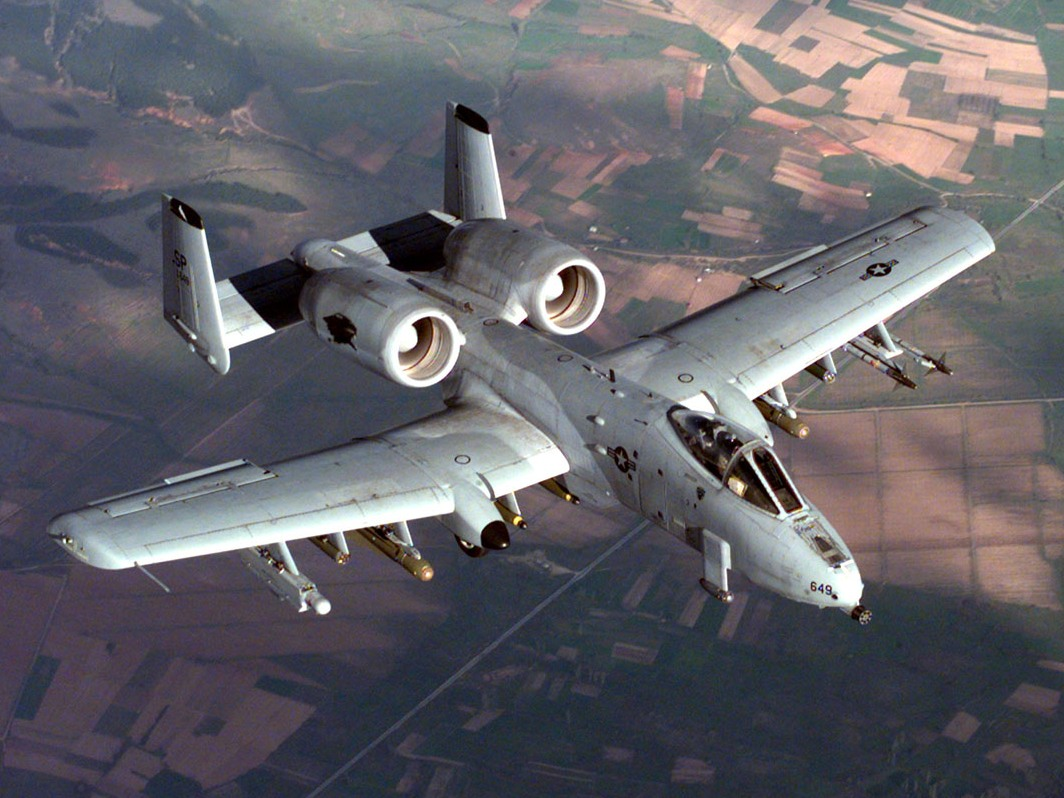
A–10 Thunderbolt II szubszonikus sugárhajtású csatarepülőgép

A páncélozott harcjárművek legfőképp a levegőből érkező támadásokkal szemben sebezhetőek, hiszen a tetőpáncélzat a legvékonyabb mind közül. A harckocsikra telepített fegyverzet nem vagy csak kis mértékben alkalmas egy levegőből érkező támadás kivédésére, ezért műveleteikhez szükséges csapatlégvédelmi eszközöket is rendelni. Már a második világháború alatt előtérbe került speciális páncélvadász szerepkörben alkalmazható repülőgépek fejlesztése, ilyenek voltak a Hawker Typhoon, a Ju 87G „Kanonenvogel” vagy az II–2 Sturmovik csatarepülőgépek. A csatarepülőgépek közös jellemzői, hogy közvetlen támogató szerepkörben lépnek fel, erős fegyverzettel, ami rakéta fegyverzet vagy/és páncéltörő gépágyú és páncélzattal rendelkeznek, mely védelmet nyújt a földi tűzfegyverek tüzétől.
A vietnámi háborúban a helikopterek harcászati tapasztalatai alapján fejlesztették ki a támadó helikoptereket (pl. AH–1 Cobra, és AH–64 Apache), melyek főként harckocsivadász szerepkörben kerültek volna bevetésre a hidegháború idején. A szovjet harckocsik mennyiségi fölényének ellensúlyozására az 1970-es években a támadó helikopterek mellett kifejlesztették az A–10 „Warthog” („Varacskos disznó”) szubszonikus csatarepülőgépet is, melynek fegyverzete szintén a harckocsik elleni harcra volt kifejlesztve: egy 30 mm-es GAU–8 Avenger gépágyú, nem irányított rakéták és AGM–65 Maverick-ek, szabadesésű és irányított bombák révén korunk legsikeresebb csatarepülőgépe. A szovjet vezetés válaszlépése az Szu–25 csatarepülőgép kifejlesztése volt.

### Telepített fegyverek, akadályok

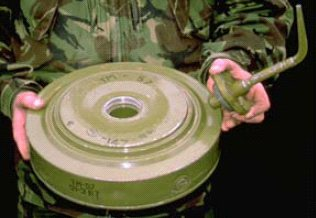
Szovjet TM-57 döntő-pálcás mechanizmusú tankelhárító akna

A harckocsik elleni lokális védekezés leghatásosabb eleme a jármű főbb haladási irányába telepített akadályok, illetve harckocsi aknák. A speciálisan páncélosok ellen felhasználható taposóaknák fejlesztése már az első világháború alatt elkezdődött, a Flachmine 17 kifejlesztésével. A klasszikus harckocsiaknák képviselője a második világháborús Tellermine 35, vagy a modern brit L9 A1 rúdakna. A harckocsi aknák lehetnek egyszerű mechanikus, szenzoros, szeizmikus vagy botló-pálcás indításúak, előre beprogramozhatók és képes időzítőgyújtó segítségével „önsterilizálásra” (azaz hatástalanítja önmagát). A modern ember nélküli harctér fegyverei közé tartozik a francia MINOS álcázott, automata páncéltörő fegyver. A harctérre telepítve, előre programozottan tüzel a célpont felbukkanásakor.
A harckocsik mozgásának megnehezítésének főbb eszközei a telepített akadályok. Erre a célra masszív eszközökre van szükség. Ilyenek a beton sárkányfogak, beton kockák, acélgerendák vagy vasúti sínek betonba ágyazva (ez az ún. Rommel-kaktusz). A harckocsiakadályok további széles skáláját képezik a száraz és vizes árkok, egyéb földművek, vastag fákból álló erdők, masszív építmények.

## Kapcsolódó oldalak
- Önjáró löveg
- Tüzérség
- Tüzérségi lövedék